# Торжок
Торжо́к — город в Тверской области России. Административный центр Торжокского района, в который не входит, являясь городом областного значения (округом), образующим одноимённое муниципальное образование городской округ «Город Торжок».
Расположен на реке Тверце.
Бывший крупный торговый пункт на пути в Новгород и Петербург из южных районов Руси. До середины XV века — пограничный город Новгородской республики.
Город сохраняет архитектурные памятники XVII—XIX веков, в том числе жилую застройку, храмы, Борисоглебский и Воскресенский монастыри. Развита полиграфическая промышленность и производство пожарной техники. Население — 41 116 человек (по данным на 2021 год).

## География
Географическое положение
Торжок располагается в европейской части России в 63 км к северо-западу от Твери, в предгорье Валдайской возвышенности, на обоих берегах реки Тверцы — левого притока Волги. Площадь города — 58,8 км². Средняя высота над уровнем моря — 165 м.
В 64 километрах к юго-востоку от Торжка находится Тверь, а в 239 километрах — Москва. Рядом с городом проходит автодорога «Россия», связывающая Москву и Санкт-Петербург. Железнодорожная станция «Торжок» — узел путей на Ржев, Лихославль и Соблаго.
Торжок образует городской округ и является центром Торжокского района.
Город разделён рекой Тверцой на 2 части, которые соединены 3 мостами, один из которых — пешеходный. Условно город разделён на следующие районы:
- Ленинградское шоссе
- Калининское шоссе
- Центр (правый и левый берега)
- Марс
- Южный
- Митино
- Химик
- Луначарка
- Володарка

Климат
| Показатель                              | Янв.  | Фев.  | Март | Апр. | Май  | Июнь | Июль | Авг. | Сен. | Окт. | Нояб. | Дек. | Год |
| --------------------------------------- | ----- | ----- | ---- | ---- | ---- | ---- | ---- | ---- | ---- | ---- | ----- | ---- | --- |
| Абсолютный максимум, °C                 | 5     | 6     | 16   | 27   | 30   | 32   | 34   | 35   | 31   | 23   | 15    | 9    | 35  |
| Средний суточный максимум, °C           | −6    | −4,9  | 1,4  | 9,8  | 17   | 21   | 23,1 | 20,9 | 14,7 | 7,6  | 0,5   | −3,8 | 8,4 |
| Средняя температура, °C                 | −8,8  | −8,5  | −2,6 | 5    | 11,6 | 15,7 | 17,8 | 15,7 | 10,1 | 4,4  | −1,7  | −6,2 | 4,4 |
| Средний суточный минимум, °C            | −12,4 | −12,7 | −7   | 0,1  | 5,7  | 9,9  | 12,2 | 10,6 | 5,7  | 1,2  | −4,1  | −9,1 | 0   |
| Абсолютный минимум, °C                  | −48   | −38   | −33  | −23  | −7   | 0    | 4    | 0    | −6   | −16  | −29   | −44  | −48 |
| Норма осадков, мм                       | 35    | 33    | 30   | 36   | 63   | 78   | 78   | 68   | 52   | 52   | 44    | 41   | 610 |
| Источник: MSN Weather, Climate-data.org |       |       |      |      |      |      |      |      |      |      |       |      |     |

## История
Торжок — один из старейших городов России. Дата его возникновения в точности — не известна. Считают[кто?], что город был основан новгородскими купцами на рубеже X—XI веков. В пользу этого свидетельствуют результаты археологических раскопок.
Древнейшую деревянную мостовую в Новоторжском кремле на Нижнем городище датируют рубежом X—XI веков — первой половиной XI века. Древнейший культурный слой на Верхнем городище датируют серединой XII века.
Первое косвенное упоминание названия «Торжок» в виде прилагательного содержится в Новгородской третьей летописи (последняя треть XVII в.): «В лето 6523 [1015]. Преподобный отец наш Ефрем Новоторжский бѣ в сия времена». Житие сообщает, что в 1038 г. Ефрем вместе со своим учеником и келейником Аркадием Новоторжским и другими монахами воздвиг в Новом Торге каменный собор во имя св. князей Бориса и Глеба. Ефрем Новоторжский, согласно его житию, написанному во второй половине XVI века, был одним из трёх братьев-венгров, слуг князя Бориса, сына святого равноапостольного Великого Киевского князя Владимира. Все сведения о его жизни восходят к позднейшим источникам.
Первое же достоверное письменное упоминание Торжка найдено в Новгородской летописи и относят к 1139 году. Оно посвящено захвату города суздальским князем Юрием Долгоруким:
Въ лѣто 6647. …и разгнѣвася Гюрги, идя опять Суждалю, възя Новыи търгъ.

### Название
Название города происходит от слов «торг, торжище» — место торговли, площадь, рынок. Начиная с XII века, в летописях встречаются названия «Новый Торг» и «Торжок». Последнее закрепилось в языке и стало официальным названием города. Несмотря на это, в топонимике наряду с прилагательным «торжокский» используют и вариант «новоторжский», а самоназванием жителей города осталось «новоторы».

### В Новгородской республике

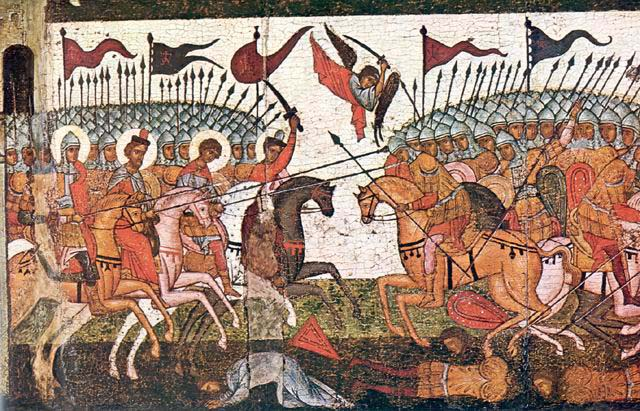
Битва новгородцев и суздальцев в 1170 году

Со времён основания и до второй половины XV века Торжок входил в состав новгородских владений. В XII веке город находился на юго-восточной границе Новгородской республики, возглавляя Новоторжскую волость. Князья и посадники города назначались на вече. По реке Тверце проходила торговая дорога из Новгорода в южные княжества. Город располагался на пересечении сухопутных и водных путей и был крупным местом торговли.
Во время частых распрей удельных князей и столкновений новгородцев с соседями, Торжок, будучи пограничным городом, прежде всего принимал на себя удары врагов. В 1139 году Торжок был взят войском суздальского князя Юрия Долгорукого, раздражённого отказом новгородцев помогать ему в борьбе против князя Всеволода Ольговича, занявшего престол в Киеве. Терпя беспрестанные разорения подобного рода, вызванные междоусобными войнами князей, город испытывал и нашествия иноземных неприятелей.
В Новгородской первой летописи написано, что в 1167 году Торжок был разорён («пожьже Новыи търгъ») изгнанным из Новгорода бывшим новгородским князем Святославом Ростиславичем.
В 1238 году, во времена похода Батыя на Русь, Торжок, не получив помощи из Новгорода, «в недоумении и страхе» в течение 2 недель, с 21 февраля по 5 марта, сдерживал осаду монголо-татарских войск. Город был взят 5 марта, неприятель ворвался в крепость и «исекоша вся». На Нижнем городище Торжка археологически прослеживаются катастрофические последствия 2-недельной обороны города. В слое пожара 1238 года обнаружены человеческие кости и спёкшиеся от огня остатки икон. Последний домонгольский настил набережной улицы, сооружённый в 1218 году, был возобновлён спустя 70 лет в 1288 году, а Воздвиженская улица, на которой древнейший настил датируют 1180 годом, совсем прекратила своё существование в 1238 году, лишь к XVII веку вместо неё появилась улица, имеющая иное направление и ведущая к броду через Тверцу. Торжок после 1238 года пережил свой первый глубокий экономический и политический кризис. На улице Медниковых на Спасском 4-м раскопе в слое золы, оставшейся от пожара марта 1238 года, археологи обнаружили в деревянной ёмкости клад из 250 предметов, состоящий из серебряных украшений, серебряного лома и фрагментов женской одежды с нашивными серебряными и позолоченными накладками. Клад представлял собой семейную казну, в которой в безмонетный период накапливали украшения из серебра.
В 1245 году Торжок подвергся набегу литовских войск.
К 1273 году относится первое упоминание о городском посаде в связи с его разорением костромским князем Василием Ярославичем.
С XIII века в городе известен промысел, получивший в истории культуры название «торжокское золотное шитьё». Изделия женской ручной вышивки золотой и серебряной нитью удовлетворяли спрос, главным образом, богатого купечества, бояр и княжеских дворов.
В 1333 и 1334 годах Торжок дважды был разорён великим князем московским Иваном Калитой при нашествии на Новгород за отказ заплатить серебром, которое доставали новгородцы, торгуя с Сибирью.
В 1371 город сильно пострадал от пожара: «погоре город Торжок весь».
Чрезвычайно сильно город пострадал в 1372 году от набега под предводительством тверского князя Михаила Александровича. В частности, при обороне Торжка погиб известный новгородский воевода, предводитель ушкуйников Александр Абакунович, брат посадника Старой Руссы. Многие бедствия Торжка, происходившие вследствие вражды Новгорода с князьями, прекратились лишь с падением республики. К XV веку город, подверженный осадам и разорениям с разных сторон, был обнесён деревянными стенами с каменными башнями, защищён земляным валом и рвами и превратился в крепость.
В начале XV века в городе чеканили собственную серебряную монету «деньга новоторжская».

### В Русском государстве и Российской империи

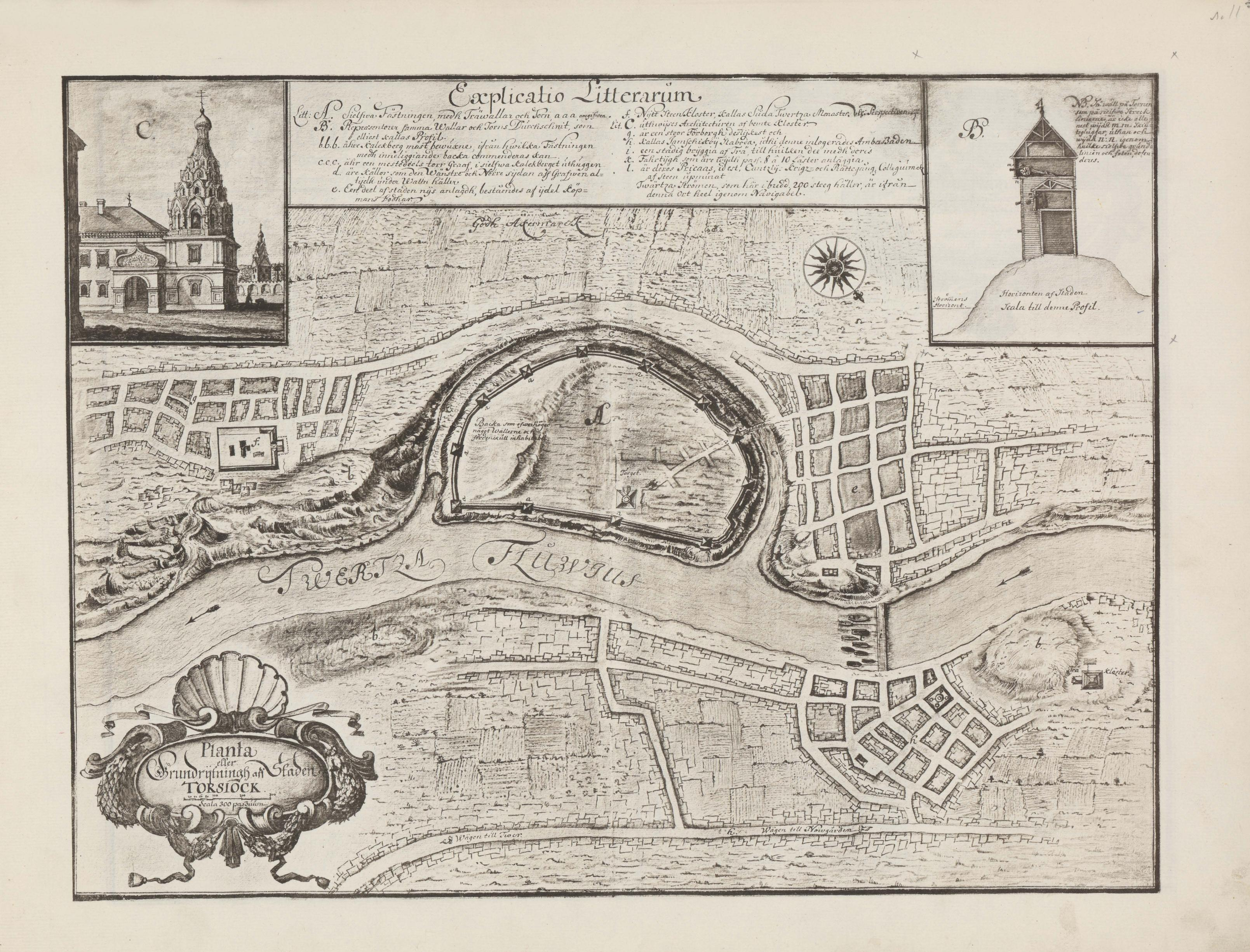
План Торжка из издания «Заметки о России, сделанные Эриком Пальмквистом в 1674 году»

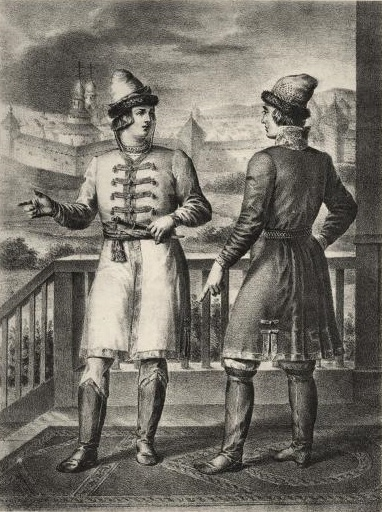
Иллюстрация из издания А. В. Висковатого. Вид на заднем плане изображает Торжок в начале XVII столетия

В 1478 году Торжок, как и вся Новгородская земля, был присоединён войском князя Ивана III к Московскому княжеству. В Русском государстве город возглавил Новоторжский уезд.
В 1565 году, после того как царь Иван Грозный разделил Русское государство на опричнину и земщину, город вошёл в состав последней.
В начале XVII века город не обошла стороной Смута. В 1609 году в сражении под Торжком отряды русско-шведского войска князя Михаила Скопина-Шуйского и Якоба Делагарди нанесли поражение войску польско-литовских интервентов, поддерживавших Лжедмитрия II. Несмотря на победу, город был сильно разорён, церкви и монастыри — ограблены, а многие жители — убиты. Сгорела вместе с людьми древняя Введенская церковь Борисоглебского монастыря.
В 1625 году по указу царя Михаила Фёдоровича была составлена писцовая книга Торжка. В книге содержится детальное описание городского хозяйства и быта. По её сведениям, в XVII веке каждая из двух частей города, разделенных рекой, делилась на «концы», именовавшиеся по находившимся в них церквям. На правой стороне было 12 концов: Вознесенский, Воскресенский, Пятницкий, Богоявленский, Егорьевский, Знаменский, Успенский, Козьмодемьянский, Климентовский, Мироносицкий, Ивановский и Ипатский, где сверх того находилась Плотницкая слобода. На менее заселённой левой стороне было 5 концов: Ильинский, Воздвиженский, Власьевский, Никольский и Дмитровский, где находилась Пищальная слобода. Помимо перечисленных, в городе были слободы, принадлежавшие 6 монастырям: Рождественскому, Воскресенскому, Новодевичьему, Пустынному, Васильевскому и Борисоглебскому.
В 1661 и 1674 годах Торжок посетили австрийский дипломат Августин Мейерберг и направлявшийся с посольством в Москву шведский инженер Пальмквист, оставившие заметки о своём путешествии. После постройки в 1703 году Санкт-Петербурга город стал крупным пунктом на пути между двумя столицами.
| |
| Панорама Торжка из альбома австрийского дипломата и путешественника второй половины XVII века Августина Мейерберга |

В 1708 году Новоторжский уезд был приписан к Ингерманландской губернии, в 1719 году — к Тверской провинции Санкт-Петербургской губернии, а в 1727 году — к Новгородской губернии. В 1775 году Торжок стал уездным городом Тверского наместничества, переименованного в 1796 году в губернию. В 1742 году сгорели остатки деревянных стен крепости, а земляной вал был срыт.
В 1780 году императрицей Екатериной II был утверждён городской герб — 3 золотых и 3 серебряных летящих голубя на голубом поле. Герб был создан товарищем герольдмейстера графом Францем Матвеевичем Санти.
В 1897 году в Торжке насчитывали около 13 000 жителей. В городе действовали 21 фабрика и завод; наибольшее значение имели паровая мельница (Торжок вёл значительную торговлю хлебом) и 8 кожевенных заводов. Были развиты кустарные производства: кружевное и так называемое «новоторжское шитьё» (золотом, серебром и шелками по сафьяну и бархату). В городе имелись 29 церквей, земская больница, 10 школ различного уровня.

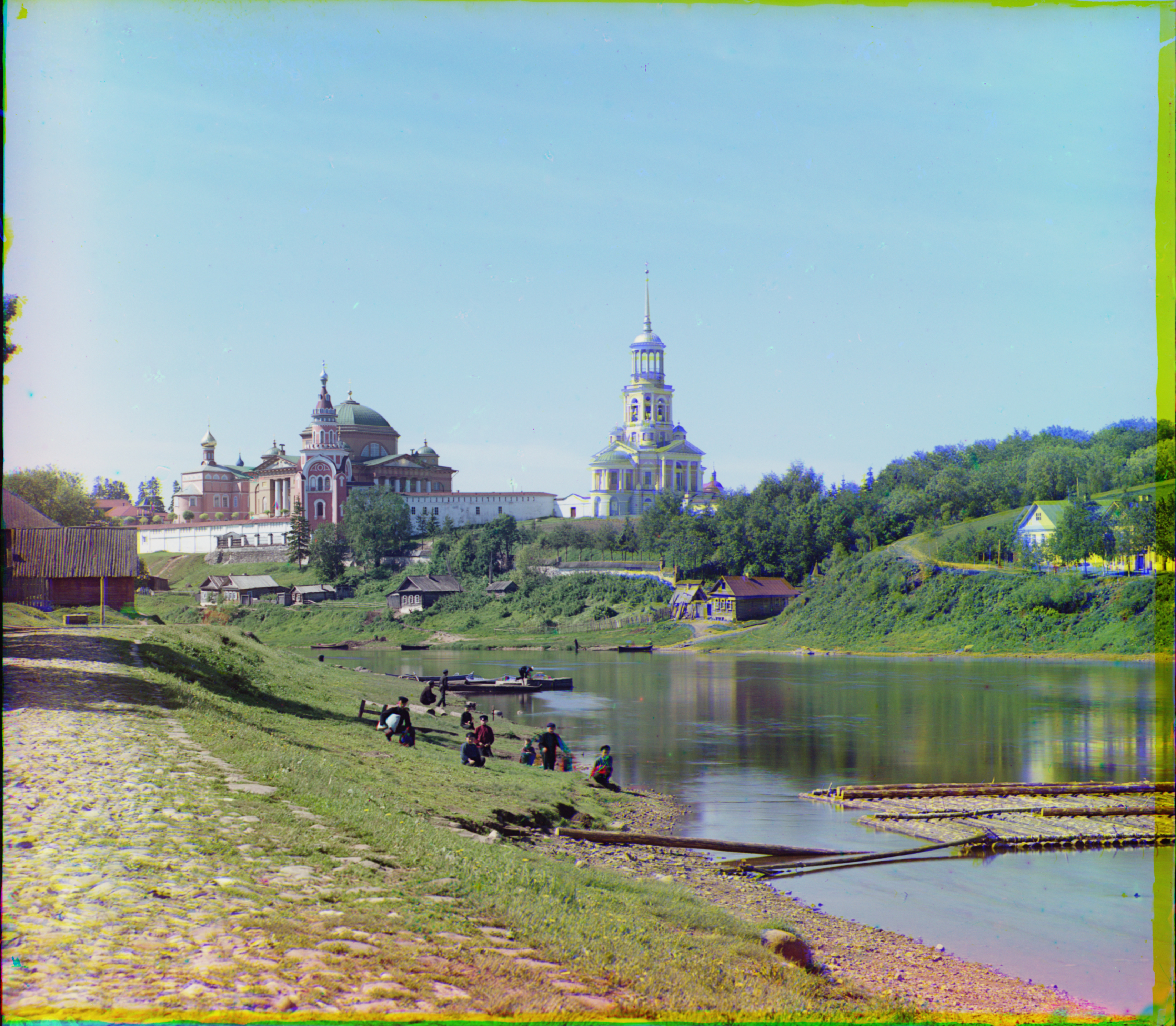
Вид на Борисоглебский монастырь от моста в начале XX века
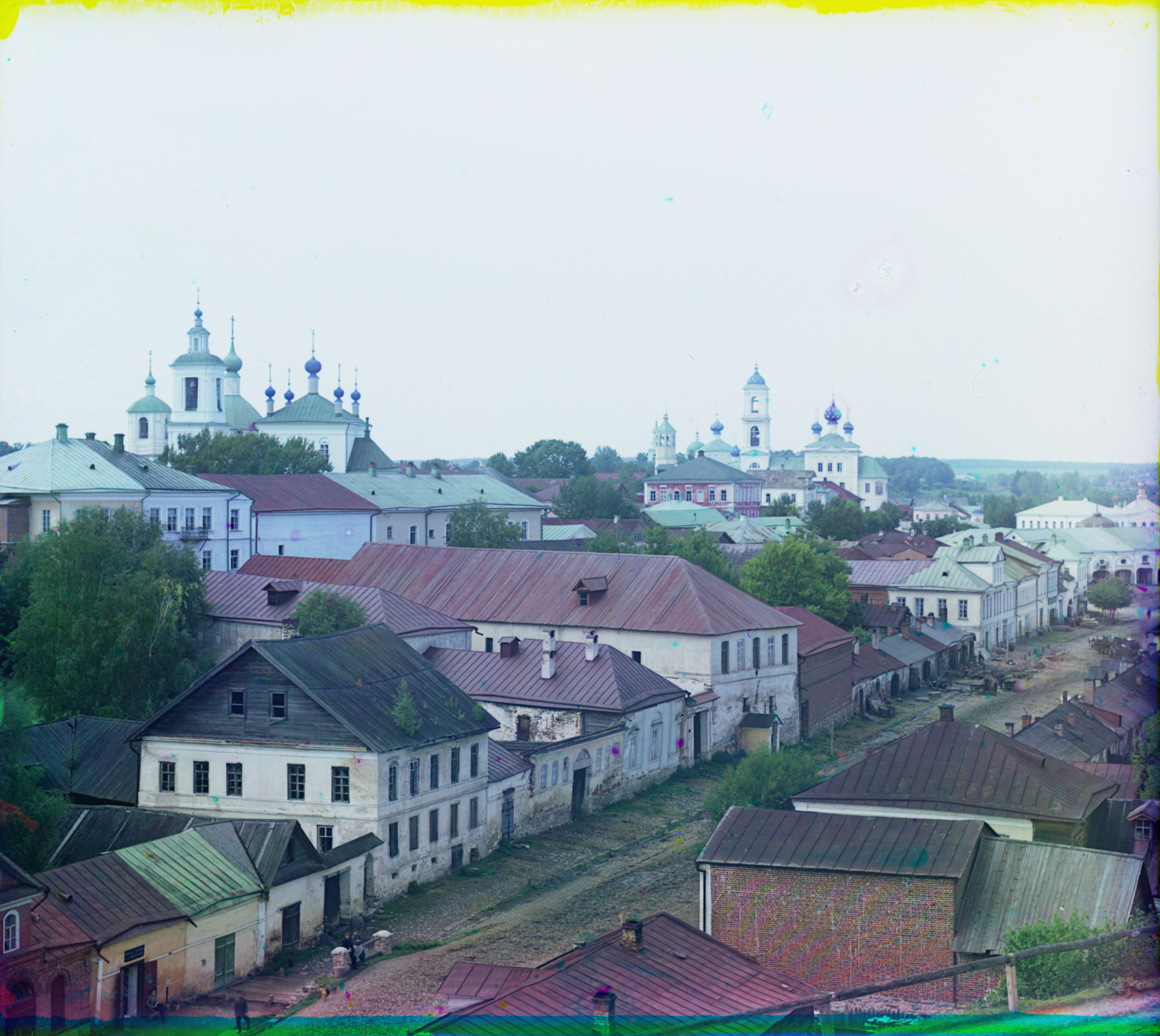
Вид с крепостного вала в начале XX века
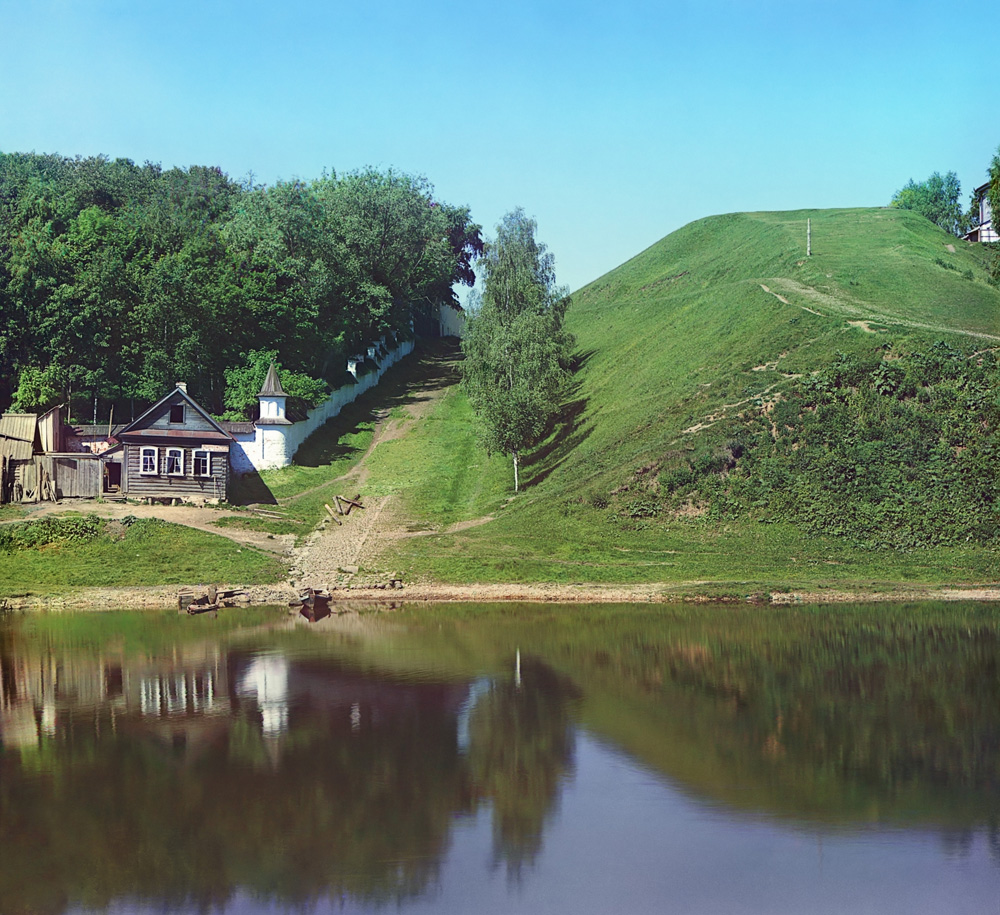
Крепостной вал около Борисоглебского монастыря в начале XX века
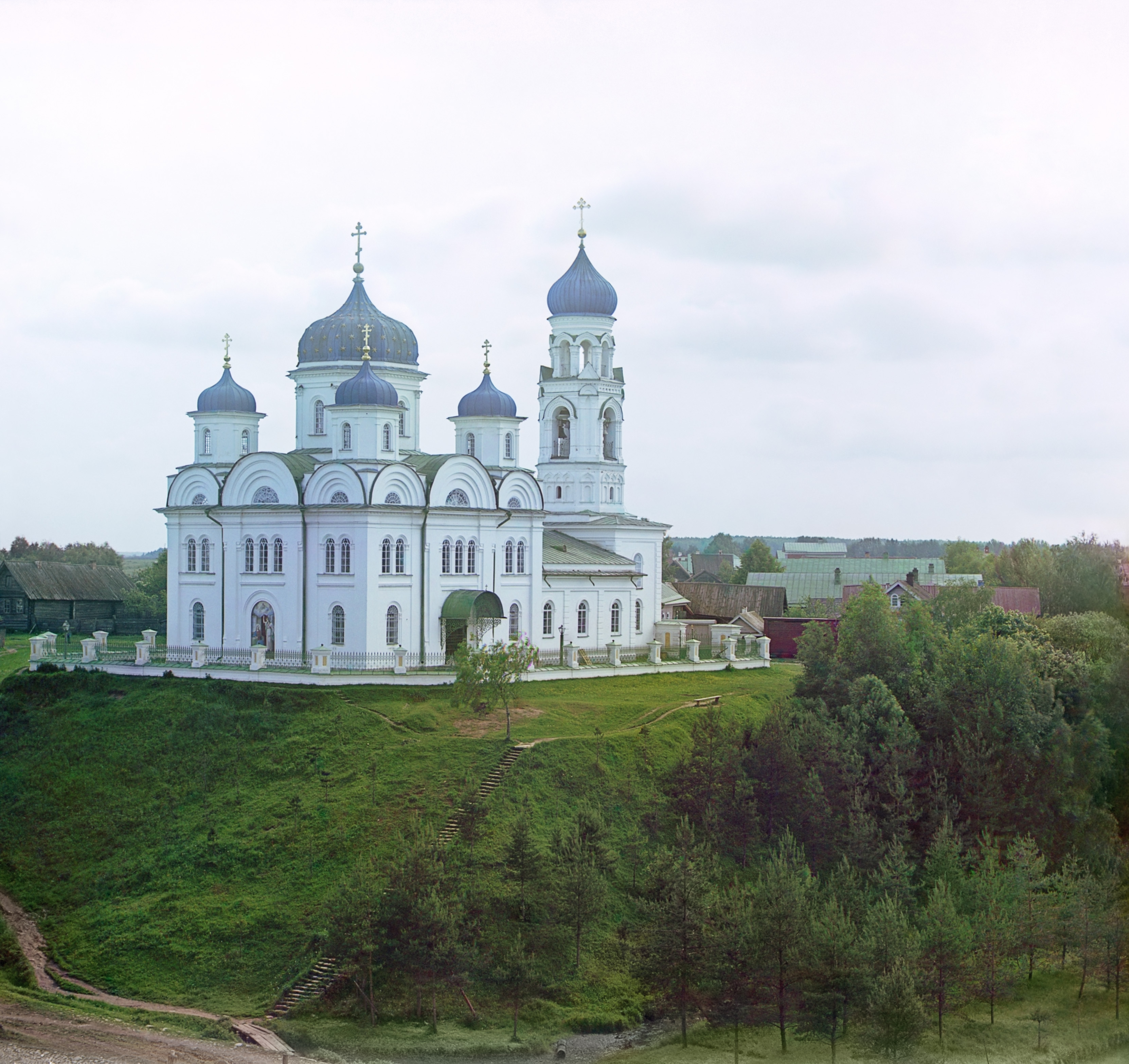
Церковь Михаила Архангела в начале XX века

### В советское время
27 октября (9 ноября) 1917 года Новоторжский Совет рабочих депутатов создал Военно-революционный комитет и установил в Торжке Советскую власть, которая утвердилась к концу ноября.
В 1929 году уездное деление было упразднено. С 12 июля 1929 года территория Новоторжского уезда вошла в состав Тверского округа (упразднён 30 июля 1930 года) Московской области, а Торжок стал центром вновь образованного Новоторжского района (в феврале 1963 года переименован в Торжокский район). 29 января 1935 года город и район перешли в состав Калининской области (в июле 1990 года переименована в Тверскую область).
В мае 1941 года Торжок получил статус города областного подчинения.
14 октября 1941 года соединения германской 3-й танковой группы сразу же после захвата Калинина (ныне Тверь) попытались развить наступление на Торжок и выйти в тыл войскам Северо-Западного фронта, но получили отпор со стороны оперативной группы Северо-Западного фронта под руководством генерал-лейтенанта Н. Ф. Ватутина.
24 мая 1988 года в Торжке был создан Всероссийский историко-этнографический музей.

### Находки берестяных грамот
По данным на 2016 год в Торжке новоторжской археологической экспедицией найдено 19 берестяных грамот. По количеству этих находок город занимает 3-е место после Новгорода и Старой Руссы. Первая новоторжская берестяная грамота была найдена в 1985 году. Она не содержала связного текста, это оказалась неумелая азбука, результат упражнения в начертании букв. В 1999 году, после долгого перерыва, в Торжке на левобережье во влажном культурном слое нашли сразу 13 берестяных грамот 1180-х — 1220-х годов. Новоторжская берестяная грамота № 14, найденная в слоях 70-х — сер. 90-х годов XII века, является 1000-й по счёту берестяной грамотой, найденной на территории Древней Руси.

## Население
| 1856    | 1859    | 1897    | 1913    | 1931    | 1939    | 1959    | 1967    | 1970    | 1979    | 1986    | 1987    |
| ------- | ------- | ------- | ------- | ------- | ------- | ------- | ------- | ------- | ------- | ------- | ------- |
| 10 200  | ↗15 823 | ↘12 700 | ↗14 000 | ↗17 000 | ↗29 309 | ↗34 921 | ↗43 000 | ↗45 443 | ↗47 214 | ↗50 000 | ↗51 000 |
| 1989    | 1992    | 1996    | 1998    | 2000    | 2001    | 2002    | 2003    | 2005    | 2006    | 2007    | 2008    |
| ↘49 982 | ↗50 600 | ↘50 200 | ↗50 400 | ↘49 700 | ↘49 300 | ↘48 967 | ↗49 000 | ↘48 200 | ↘47 800 | ↘47 600 | →47 600 |
| 2009    | 2010    | 2011    | 2012    | 2013    | 2014    | 2015    | 2016    | 2017    | 2018    | 2019    | 2020    |
| ↗47 869 | ↘47 644 | ↗47 739 | ↘47 326 | ↘47 260 | ↘46 950 | ↘46 690 | ↘46 312 | ↘46 031 | ↘45 641 | ↘45 371 | ↘44 439 |
| 2021    |         |         |         |         |         |         |         |         |         |         |         |
| ↘41 116 |         |         |         |         |         |         |         |         |         |         |         |

На 1 января 2025 года по численности населения город находился на 379-м месте из 1124 городов Российской Федерации.
Национальный состав
По итогам переписи населения 2020 года проживали следующие национальности (национальности менее 0,1 % и другое, см. в сноске к строке «Другие»):
| Национальность | Численность, чел. | Доля     |
| -------------- | ----------------- | -------- |
| Русские        | 35 709            | 86,85 %  |
| Украинцы       | 216               | 0,53 %   |
| Армяне         | 205               | 0,50 %   |
| Цыгане         | 173               | 0,42 %   |
| Татары         | 99                | 0,24 %   |
| Азербайджанцы  | 84                | 0,20 %   |
| Белорусы       | 70                | 0,17 %   |
| Узбеки         | 46                | 0,11 %   |
| Другие         | 4514              | 10,98 %  |
| Итого          | 41 116            | 100,00 % |

## Экономика
Промышленность
Крупным предприятием электронной промышленности является «Завод Марс». В Торжке расположен филиал проектно-конструкторского бюро главного управления локомотивного хозяйства ОАО «РЖД».
С середины 1930-х годов в городе производят противопожарную технику. Ныне это ОАО «Пожтехника», выпускающая в том числе огнетушители.
В сентябре 2009 года в городе был открыт завод по производству дымоходных и вентиляционных систем немецкой компании «Шидель».
В октябре 2012 года был открыт завод смазочных материалов международного концерна «Роял Датч Шелл» стоимостью 100 миллионов $. Завод рассчитан на производство до 200 млн литров смазочных материалов в год и является одним из крупнейших заводов смазочных материалов концерна «Роял Датч Шелл» в мире.
В октябре 2007 года открыт тифлоцентр «Вертикаль», который является крупнейшим производителем оборудования для создания доступной среды. Завод производит тактильные мнемосхемы и тактильную плитку для слепых людей, индукционные системы для глухих и подъёмники для инвалидов колясочников. Площадь завода составляет 22 000 м².
В городе продолжают строительство 2-й очереди самого крупного в Европе деревообрабатывающего завода «Талион-Терра».
Предприятия лёгкой промышленности представлены, «Торжокской обувной фабрикой», «Никифоровская Золотошвейная Мануфактура», ОАО «Торжокские золотошвеи». Предприятия пищевой промышленности выпускают молочные изделия. Объём отгруженных товаров собственного производства, выполненных работ и услуг собственными силами по виду экономической деятельности «Обрабатывающие производства» у крупных и средних предприятий города за 2016 год составил 19,7 миллионов рублей, что является первым местом на душу населения среди всех муниципальных образований Тверской области.
С 1931 года Торжок являлся научным центром льноводства в России, в городе расположен Всероссийский научно-исследовательский институт льна.
В середине декабря 2018 года у Торжокского вагоностроительного завода появился новый собственник. Основной специализацией Торжокского вагонзавода являлись разработка и производство электропоездов, а также грузовых и специализированных вагонов локомотивной тяги. С 2016 завод находился в состоянии банкротства. Новый собственник планирует в течение 2019 года возобновить работу предприятия и запустить обслуживание скоростных электропоездов «Иволга».
Некоммерческий сектор представлен НКО «Наследие Торжка»

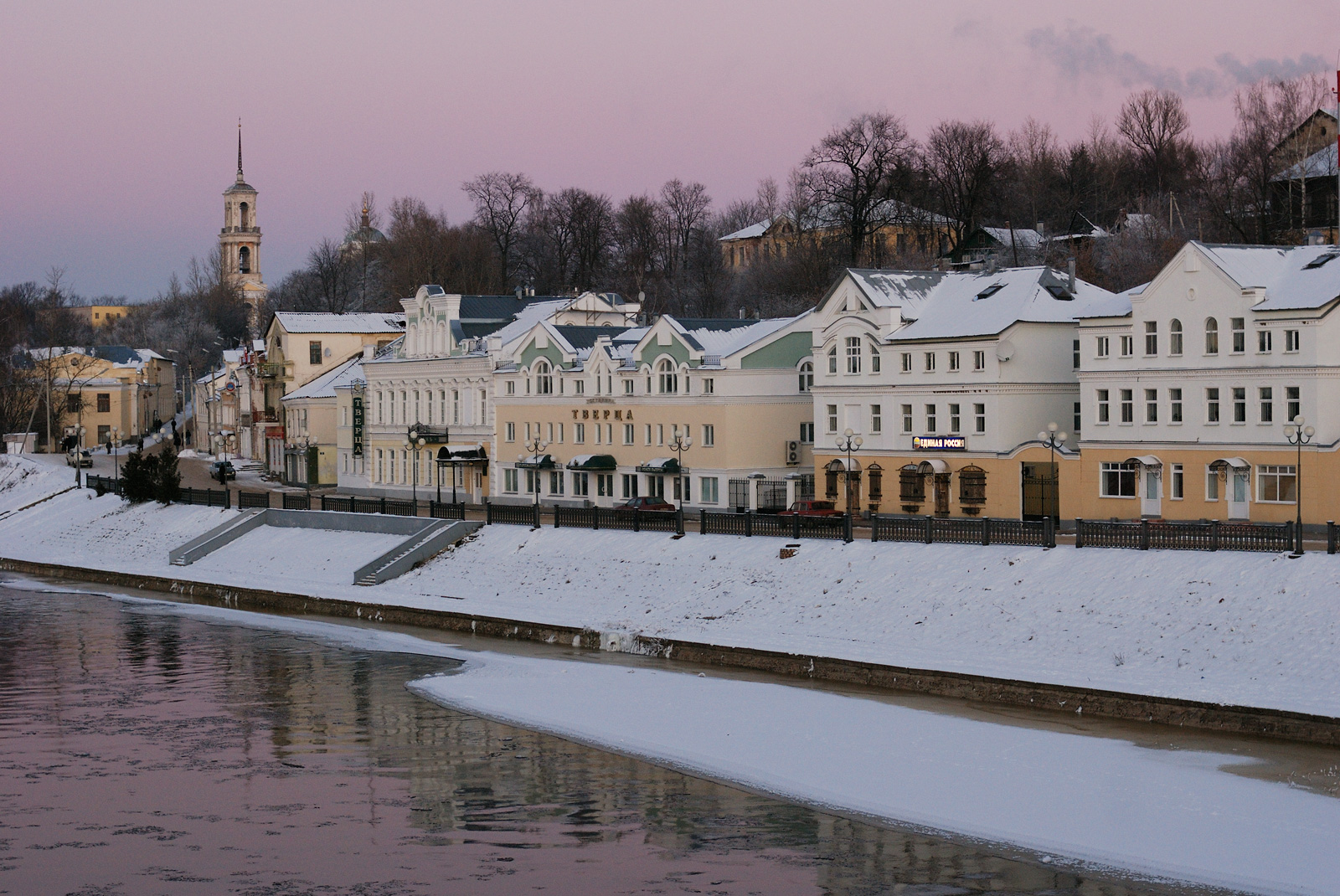
Тверецкая набережная

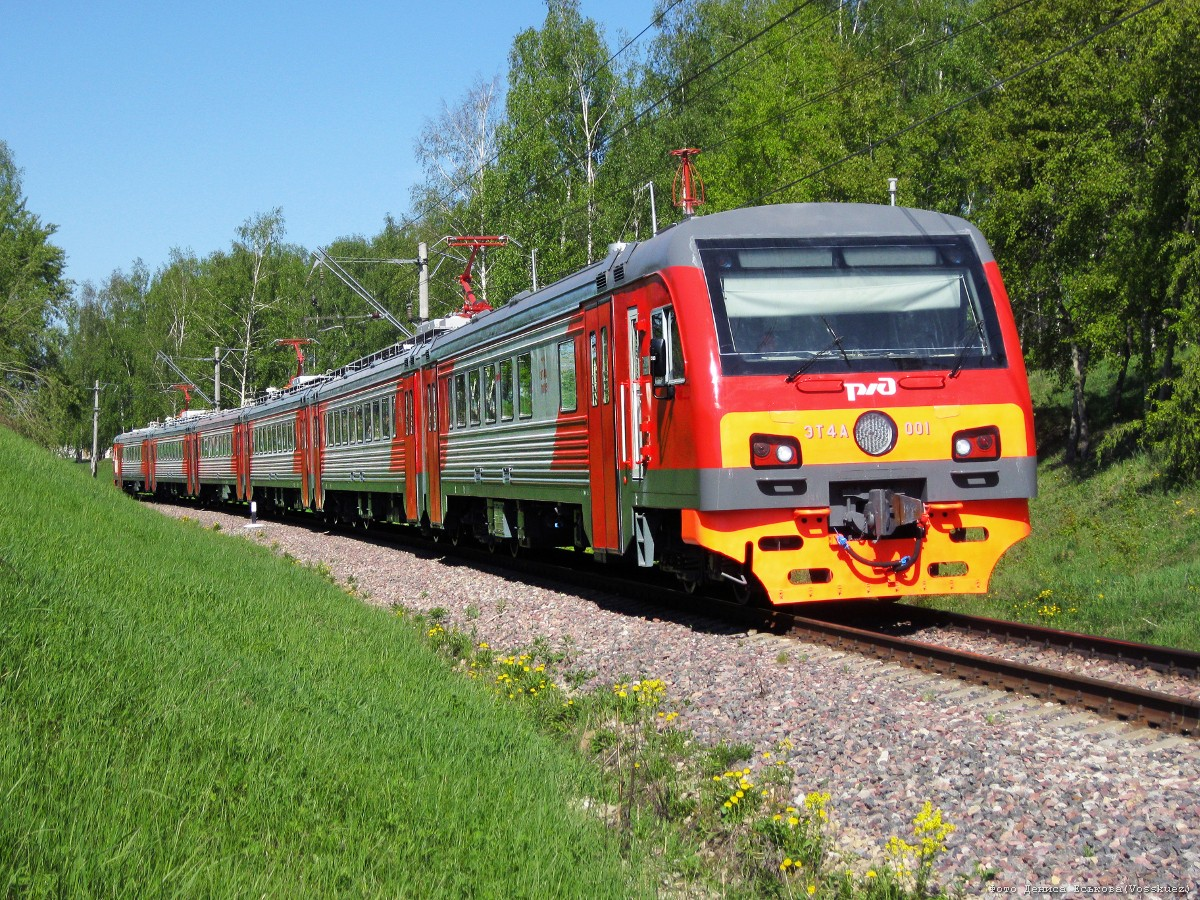
Злектропоезд ЭТ4А производства ТорВЗ
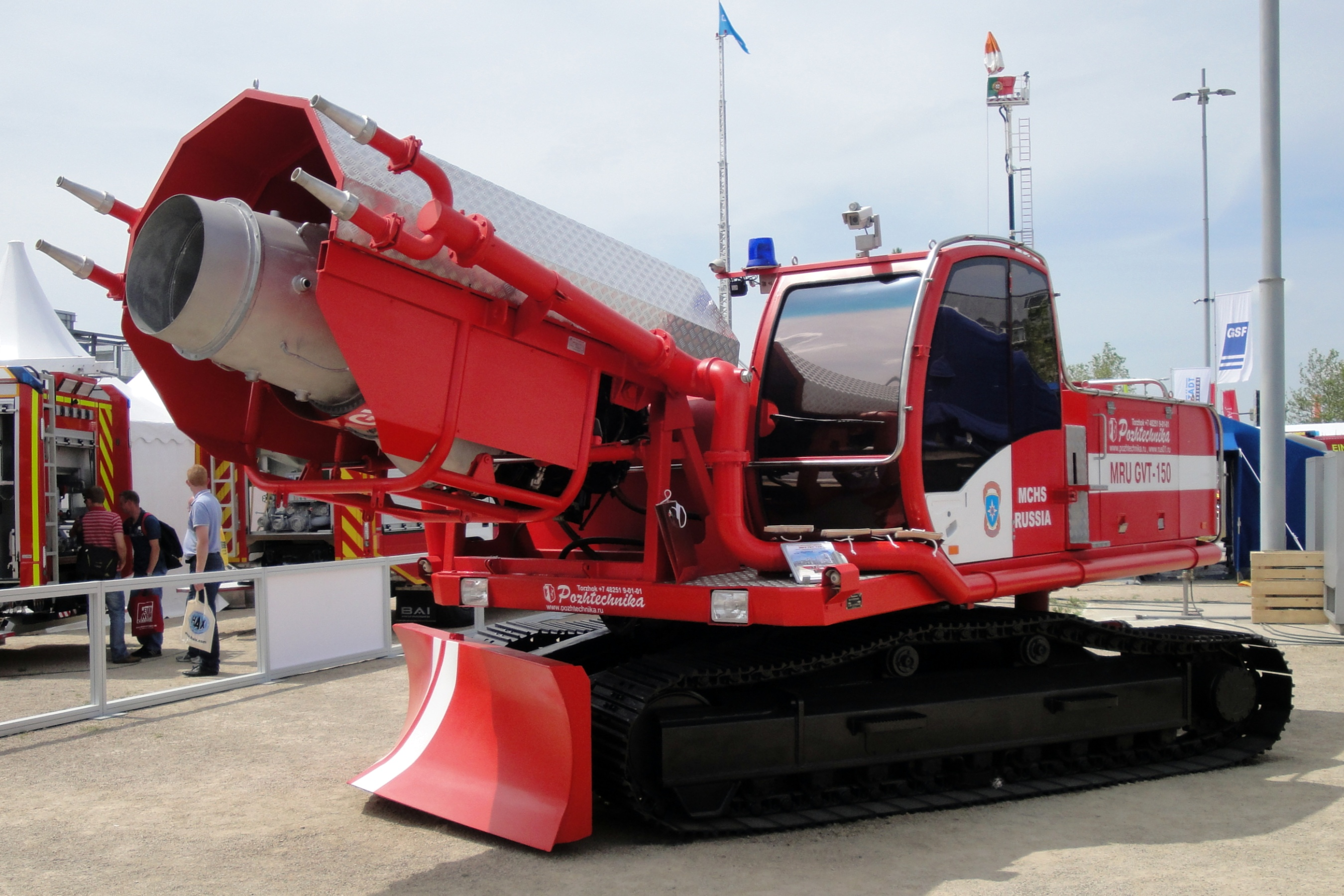
Пенообразовательная система МРУ ГВТ-150 производства завода Пожтехника

Связь
Услуги фиксированной связи предоставляют Тверской филиал «Ростелекома» и «Евразия-Телеком-Ру».
Услуги мобильной телефонной связи предоставляют сотовые операторы «МТС», «Билайн», «МегаФон», «Теле2», «Ростелеком», «Yota».

## Транспорт
Автобус
В городе работают маршрутное и обычное такси. С 2012 года курсируют автоэкспрессы, междугородние микроавтобусы по маршруту «Торжок—Тверь—Торжок». Автобусное сообщение имеется почти со всеми районами Тверской области, а также с Москвой, Санкт-Петербургом и Великим Новгородом.
Также в городе работают маршрутные такси, представленные микроавтобусами ПАЗ и Ford. Маршруты: 4, 4а, 5, 6, 12, 13, 16, 17, 19, 20, 21, 22, 24, 26, 28, 32, 32а, 34, 34а, 35, 319, 324, 328, 329, 330, 373.
В городе действуют несколько крупных служб такси, в которых применяют весьма доступное ценообразование, поэтому данный вид транспорта успешно конкурирует с автобусами и маршрутками. Цена поездки в пределах города от 80 до 120 рублей.
Железнодорожный транспорт
Через железнодорожную станцию «Торжок» проходит поезд дальнего следования Смоленск—Ржев—Санкт-Петербург. Курсирует пригородный поезд Торжок—Ржев. 3 раза в день курсирует электропоезд Торжок—Тверь. С 9 декабря 2018 года, 4 раза в сутки организовано движение скоростных электропоездов «Ласточка» по маршруту Торжок—Тверь. Движение обычных электропоездов по данному маршруту также сохранено.
Трубопроводы
Через город проходят важные магистрали трубопроводного транспорта: нефтепровод «Сургут—Новополоцк» и газопроводы «Серпухов—Санкт-Петербург», «Ухта—Минск—Ивацевичи», «Ямал — Европа». В 2016 году запущено строительство газопровода Торжок—Ухта 2. Ввод газопровода намечен на 2020 год, его строительство обусловлено потребностями газопровода «Северный поток».

## Военные учреждения
На территории Торжка располагается 344-й Центр боевого применения и переучивания лётного состава армейской авиации. В его состав входит 696-й инструкторский испытательный вертолётный полк. На базе центра действует пилотажная группа «Беркуты» на боевых вертолётах, которые постоянно принимают участие и показывают своё лётное мастерство на различных мероприятиях, в том числе и международных, участвуют в праздновании Дня победы на Красной площади в Москве. В центре проводят испытания всех современных моделей и модификаций российской военной вертолётной техники. Для выполнения своей миссии Центр располагает вертолётами Ка-52, Ка-50, Ми-28Н, Ми-26, Ми-24, Ми-35М, Ми-8, АНСАТ и их различные модификации.
На территории вертолётного полка расположен вертолётный музей. Экскурсии организовываются по предварительному согласованию с руководством воинской части. Ежегодно проходит «День открытых дверей» для жителей и гостей города.

## Образование и культура

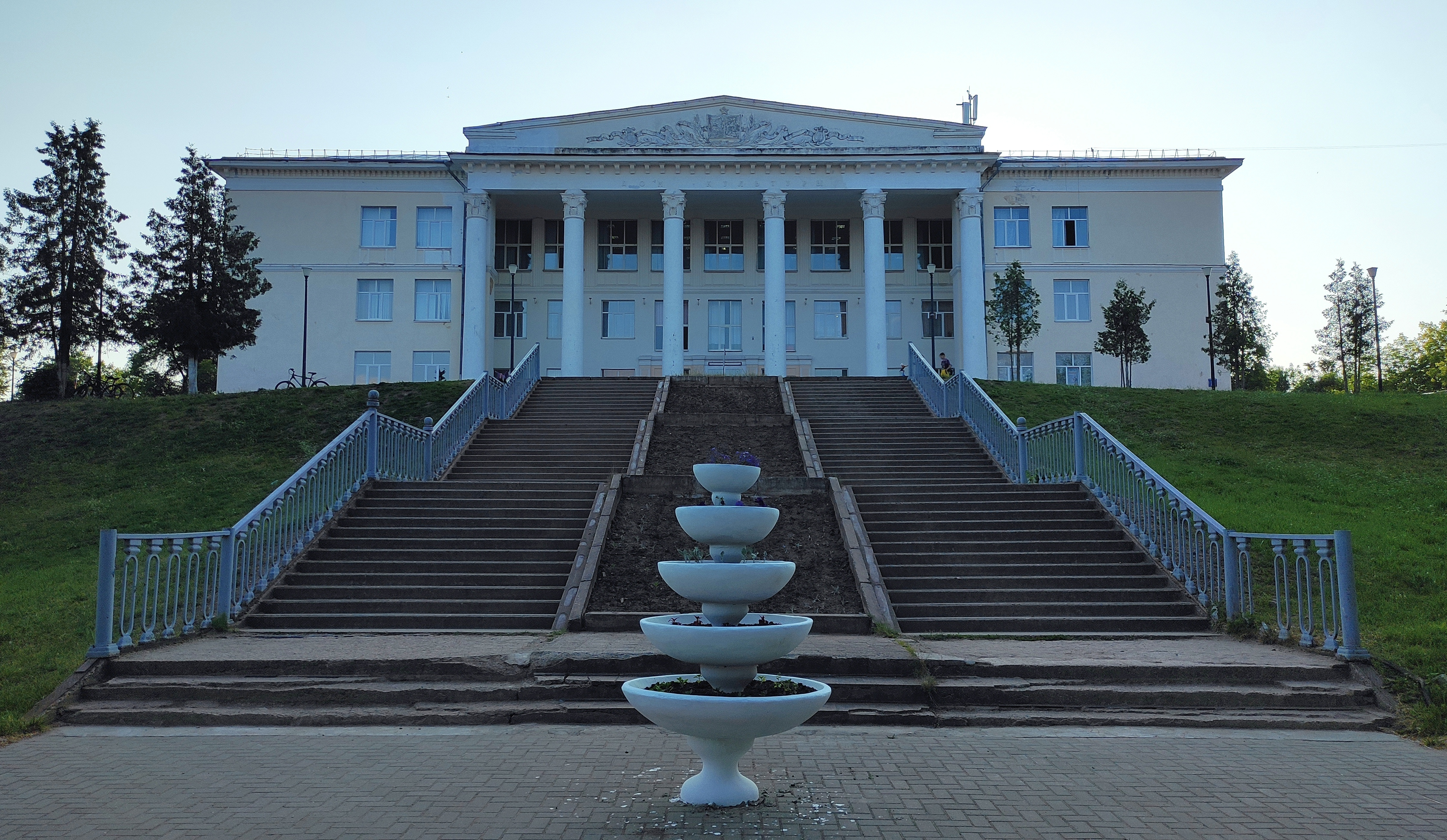
Дом культуры в Торжке (фото 2023 года)

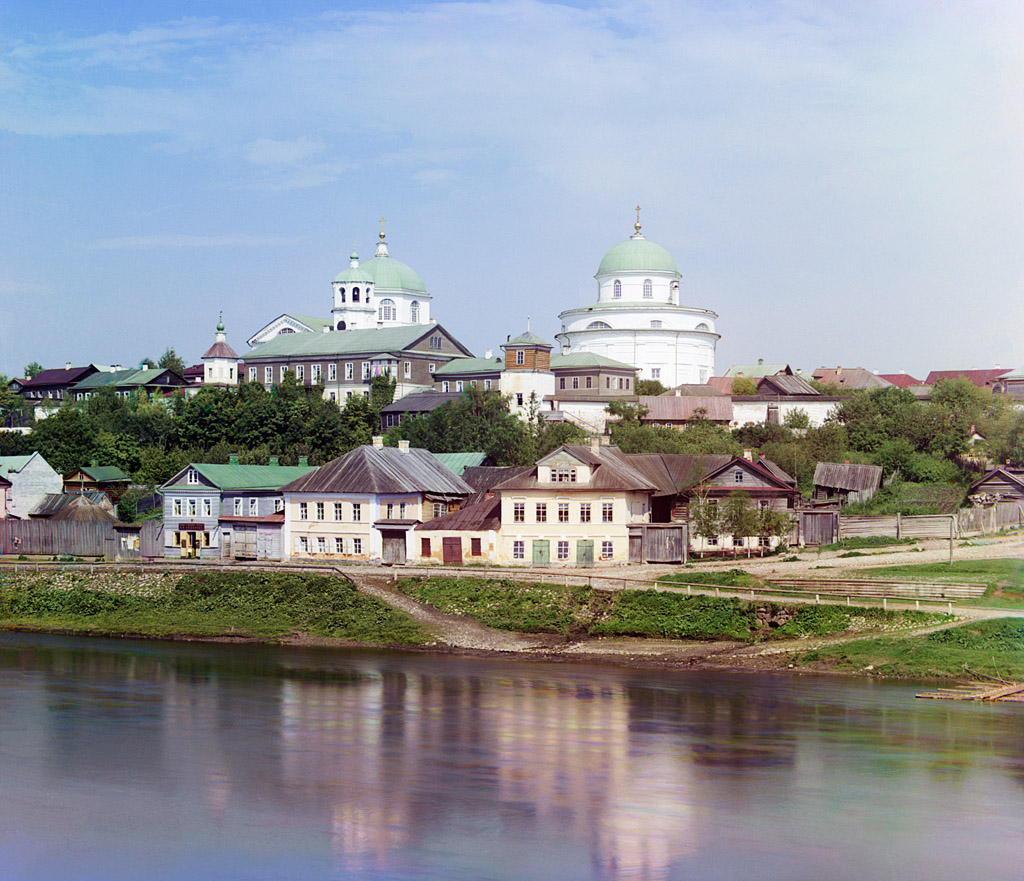
Вид на Воскресенский девичий монастырь в Торжке, 1910 год

В Торжке действуют несколько средних специальных учебных заведений, среди которых политехнический колледж федерального агентства по государственным резервам, торжокский государственный промышленно-гуманитарный колледж, торжокский педагогический колледж им. Бадюлина, филиал тверского машиностроительного колледжа, филиал тверского медицинского училища. В городе находятся филиалы высших учебных заведений (ТвГТУ, СГУ).
Действует заведение профессионального образования ПУ-56 (золотошвейное), с недавних пор вошло в состав торжокского педагогического колледжа в виде отделения.
В городе работают 9 общеобразовательных школ и 1 9-летняя, а также детская школа искусств. В 2019 году планировали строительство школы в районе «Марс». В сфере дошкольного образования действуют 20 детских садов, ведут строительство 2 новых.
В городе издают несколько газет: «Новоторжский Вестник», «Торжокская Неделя», «ИнфоТорг». Работает местное телевидение, которое представлено телецентром «Беркут» (входит в ассоциацию телерадиокомпаний тверской области). Действуют несколько радиостанций, в числе которых: Радио Ваня, Радио Дача.
В Торжке расположен ряд музеев, в том числе: Всероссийский историко-этнографический музей (ВИЭМ), музей А. С. Пушкина, музей золотного шитья при фабрике «Торжокские золотошвеи», музей «Дом Пояса» (от «Торжокских золотошвей»), придорожный комплекс Терем «Птицы Счастья» на 255 км трассы М-10 (от «Торжокских золотошвей» — музей, магазин, блинная), музей вертолётов, музей кукол, выставочный зал ВИЭМ, музей русского быта (филиал ВИЭМ), «Дом Гончара», выставочный «Дом России», музейная экспозиция «Борисоглебский Монастырь». Работает музей деревянного зодчества под открытым небом «Василёво», в котором ежегодно летом проходит ставший уже межрегиональным фестиваль фольклорного творчества.
С 1968 года Торжок является коллективным членом международной ассоциации «Породнённые города» (МАПГ). За эти годы были подписаны договоры и соглашения с городами Савонлинна (Финляндия), Мелле (Германия), с правительством Москвы, Валдаем (Новгородская область) и Слоним (Республика Беларусь). На протяжении многих лет новоторы шефствовали над поисково-сторожевым кораблём «Стрелец» Краснознамённого соединения пограничных сторожевых кораблей, базирующемся в посёлке Кувшиновская Салма Мурманской области.
В Торжке был снят ряд сцен советского фильма Ролана Быкова «Чучело».

## Достопримечательности

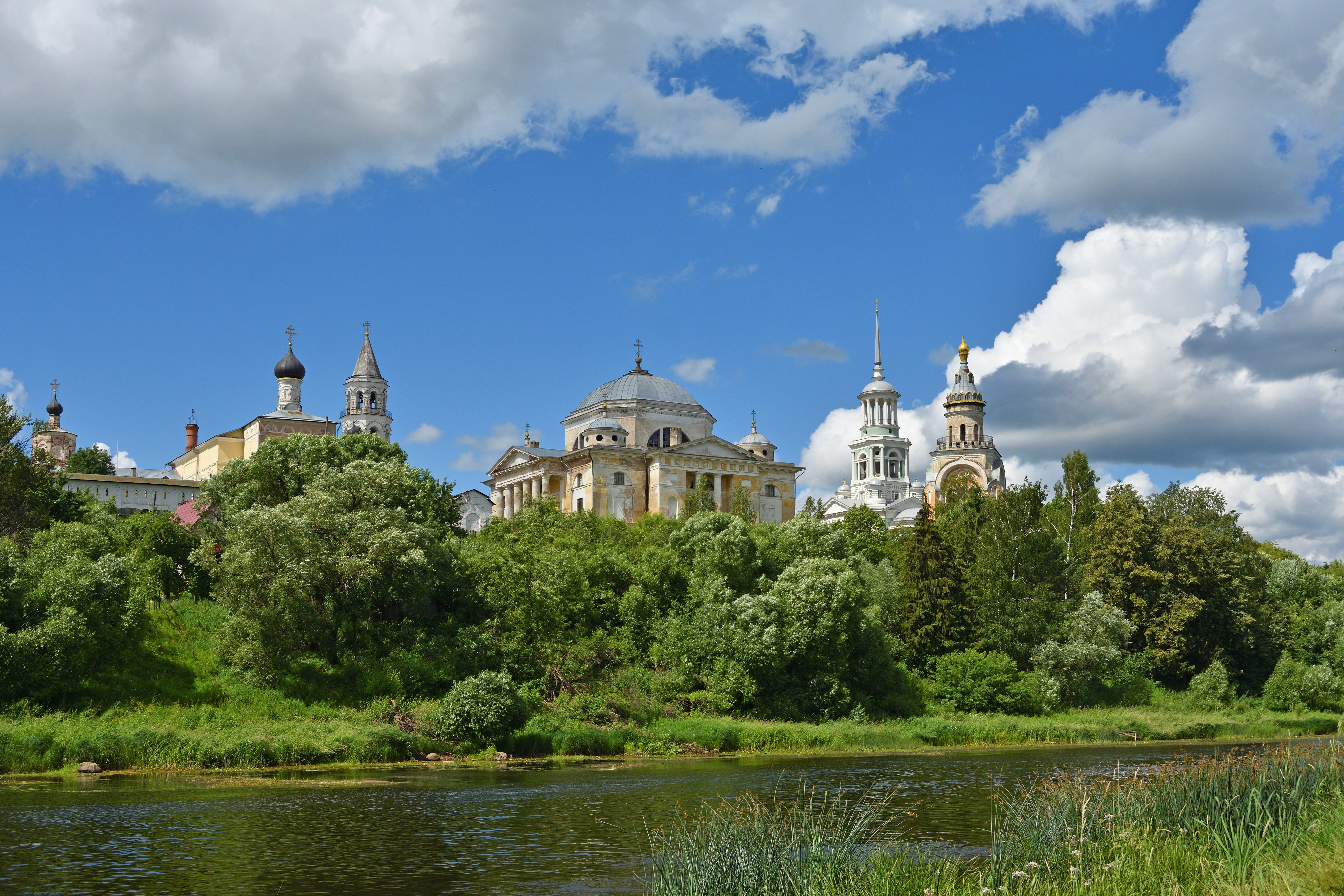
Комплекс Борисоглебского монастыря, 2014 год

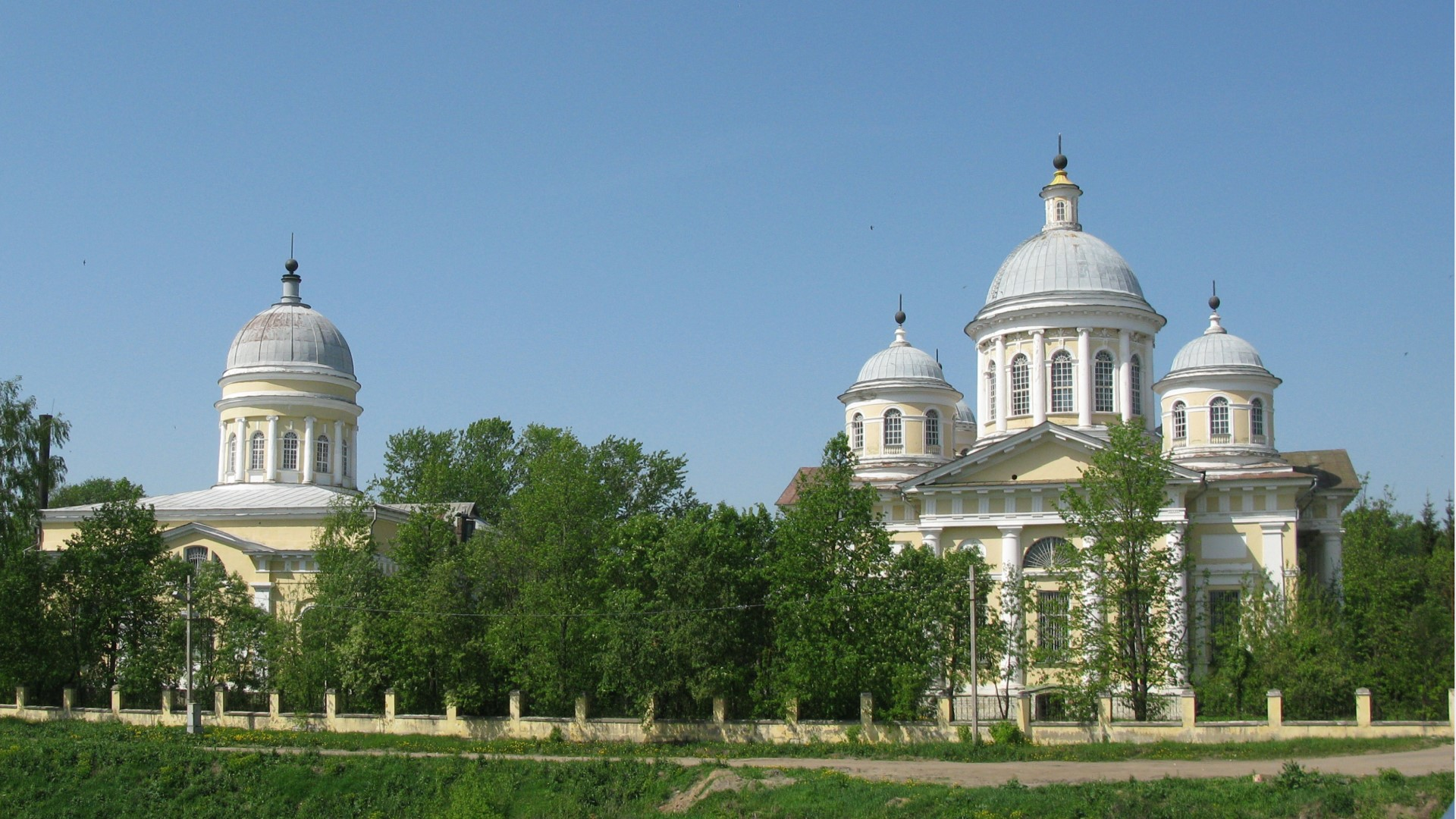
Церковь Входа Господня в Иерусалим и Преображенский собор, 2014 год

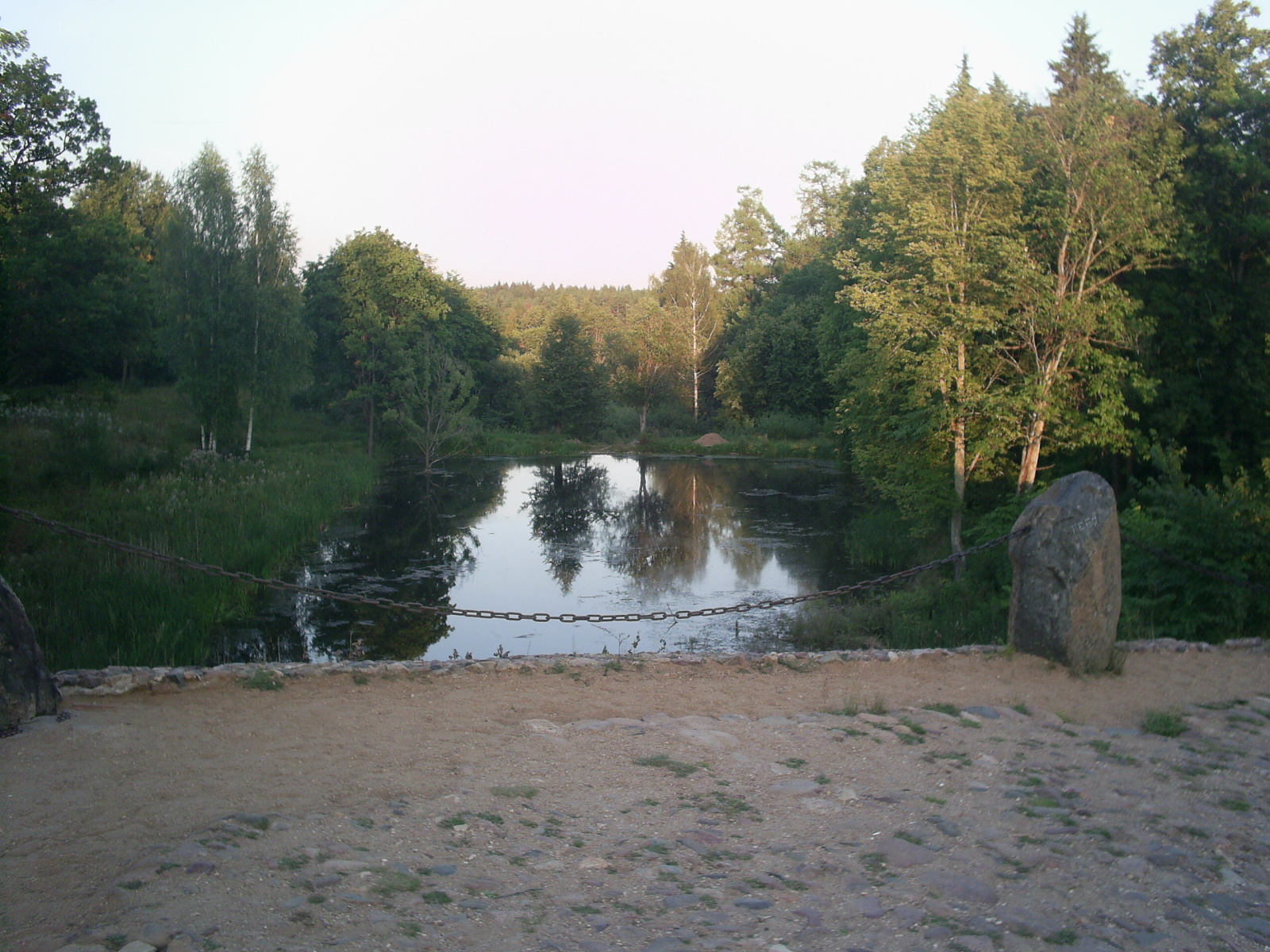
Василёво. «Чёртов» мост

Торжок имеет статус исторического поселения федерального значения.
В городе сохранены многочисленные архитектурные памятники XVII—XIX веков, среди которых:
- Деревянная церковь Вознесения (Старо-Вознесенская, 1717 год)
- Комплекс Борисоглебского монастыря, в который входят[73]
  - Церковь Спаса Нерукотворного образа. Построена на месте Воздвижения Честного Креста Господня. Стиль классицизм. Строительство заняло 7 лет и проводилось на средства монастыря и жертвователей.
  - Борисоглебский собор. Возведен, ориентировочно, на месте прихода от Святого Ефрема архитектором Николаем Львовым. Имеет сходство с Вилла Ротонда Андреа Палладио.
  - Староприимный дом. Когда-то в доме находилось духовное правление монастыря, училище, магазин и гостиница. Сейчас выставляются экспозиции произведений искусства.
  - Свечная (Розовая) башня. Одна из самых последний построек на территории монастыря. Архитектор Гребенщиков. Ранее на ее месте располагалась старая башня, соединяющая стену. На первом этаже велась торговля свечами — отсюда и пошло название.
  - Успенская часовня. Построена в 1809 году архимандритом Никанором на средства монастыря и духовенства для нужд Духовного училища и правления. Автор и архитектор, как считается, Ананьин Ф. И.
  - Церковь Введения во храм Пресвятой Богородицы. Построена в 1609 года после сожжения на этом месте поляками архимандрита, монахов и часть горожан. Изначально имела вид деревянный. В камне возведена, ориентировочно, в 1620 году. С 1998 года в церкви проводятся службы.
  - Церковь Входа Господня в Иерусалим. Архитектором выступал Н. А. Львов. В облике здания ощущаются итальянские мотивы. Строительство закончилось в 1840 году. Последняя служба проведена в 1931 году.
- Воскресенский монастырь
- Спасо-Преображенский собор (1822 год)
- Церковь Благовещения Пресвятой Богородицы, известная также как Михайло-Архангельская, была основана в XVII веке, а в XX веке разделила участь большинства храмов, была разорена и осквернена большевиками и закрыта в 1936-м году. Однако вскоре после окончания Великой Отечественной войны была снова открыта и вплоть до 1995 года Михайло-Архангельская церковь оставалась единственной действующей в Торжке[74]
- Путевой дворец (конец XVIII века)
- Ильинская церковь, ныне подворье монастыря Нилова пустынь
- Церковь Георгия Победоносца (между 1692 и 1805 годами[75])
- многочисленные жилые дома в стиле классицизма

С 2010 года в городе на городском валу открыт интерактивный комплекс Новоторжского кремля, на территории которого проводят массовые гулянья, фестивали, праздники, устраивают реконструкции исторических событий. В городе есть памятники В. И. Ленину, С. М. Кирову, А. С. Пушкину, Н. А. Львову, Ефрему Новоторжскому, памятник стела в честь ликвидаторов последствий Чернобыльской катастрофы, комплексы в честь победы в Великой Отечественной войне, расположенные на аллее памяти и на Ивано-Богословском кладбище.
В окрестностях Торжка находится несколько помещичьих усадеб, имеющих разную степень сохранности:
- Василёво (5 км от Торжка) — памятник паркового строительства конца XVIII века (архитектор Н. А. Львов), музей деревянного зодчества «Василёво», «Чёртов» мост
- Митино (7 км от Торжка) — бывшая усадьба Львовых. Памятник усадебного и паркового строительства конца XVIII — начала XIX веков (архитектор Н. А. Львов)
- Знаменское-Раёк — бывшая усадьба Ф. И. Глебова-Стрешнева
- Прямухино — бывшая усадьба Бакуниных, в которой родился и проживал известный русский мыслитель, революционер, анархист, панславист и один из идеологов народничества Михаил Александрович Бакунин
- Селихово — бывшая усадьба Загряжских

В селе Прутня, в 6 километрах от Торжка похоронена Анна Керн, возлюбленная А. С. Пушкина, которой он посвятил свои знаменитые строки «Я помню чудное мгновенье…». Точное место захоронения неизвестно, поэтому могила — символическая.
Торжок и Прутня входят в туристический маршрут «Пушкинское кольцо Верхневолжья».
Поскольку Торжок являлся самым южным городом Новгородской земли, через него исторически проходит изоглосса Торжок—Юрьевец, разделяющая севернорусское наречие и среднерусские говоры русского языка.

## Номинация в список Всемирного наследия UNESCO — ЮНЕСКО

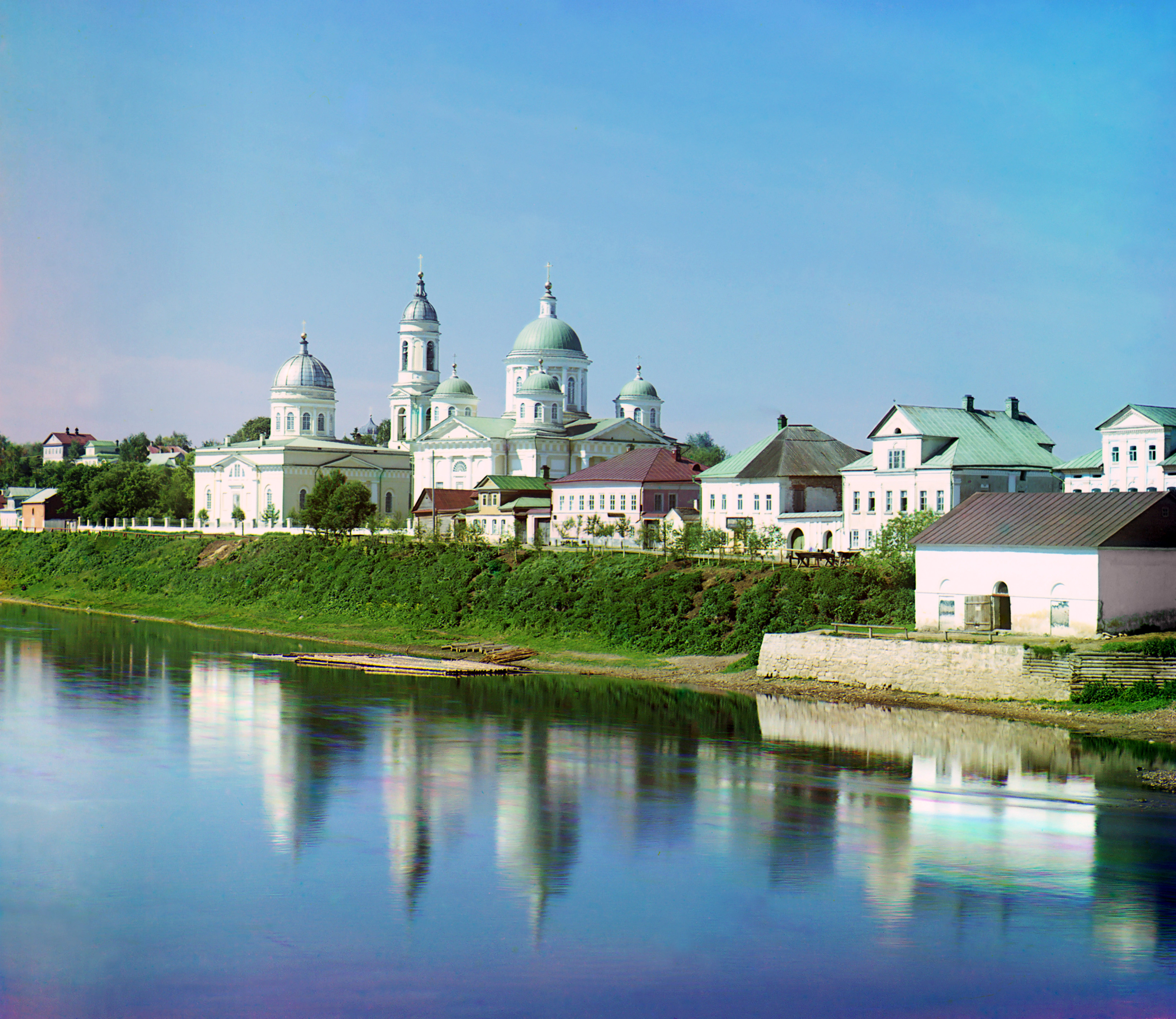
Спасо-Преображенский собор и церковь Входа в Иерусалим. 1910

В 2020 году был представлен проект номинации ЮНЕСКО «Исторический центр Торжка и усадебная архитектура Николая Львова» (автор проекта и заявки Ольга Альтер). Его первое общественное обсуждение состоялось на круглом столе, организованном при всероссийском историко-этнографическом музее (Торжок). Проект номинации был одобрен участвовавшими в Круглом столе крупнейшими специалистами в области архитектурного наследия: Дмитрием Швидковским (президент Академии архитектуры и строительства, ректор МАРХИ), Андреем Баталовым, Михаилом Мильчиком, Константином Михайловым.
Проект предусматривает создание серийной номинации, наподобие той, что объединяет главные постройки Андреа Палладио, творческого ориентира Николая Львова — «Виченца и Палладианские виллы Венето».
Помимо главных классицистических построек Торжка, его общей планировки и архитектурно-ландшафтного единства, в номинацию предложили включить постройки в усадьбах Знаменское-Раёк, Прямухино, Переслегино, Никольском, Василёво.
25 августа 2021 года губернатору Тверской области И. М. Рудене было отправлено обращение с просьбой переслать в Министерство культуры России уже готовую заявку на включение в предварительный список памятников ЮНЕСКО. Обращение поддержали Д. Швидковский, К. Михайлов, М. Мильчик, Н. Сиповская, А. Баталов, Р. Рахматуллин, А. Демидов, Н. Душкина.
Официально внесён в предварительный список Всемирного наследия UNESCO 13 февраля 2023 года.

## Реставрационные работы
|                                     |
| Панорама города с пешеходного моста |

В 2018 году город Торжок должен был получить 2 млрд рублей на реализацию проекта по восстановлению исторической части города и туристической привлекательности. Предполагалось выделение средств банком развития БРИКС в размере 1,5 млрд рублей. Общие же инвестиции ожидались до 2 млрд рублей и планировались на комплексное развитие территории и инфраструктуры в городе. Завершить проект планировалось до 2025 года при участии правительства Тверской области и местной администрации, Министерства культуры РФ, Фонда инвестиционных строительных проектов Санкт-Петербурга. Ожидаемые результаты включали восстановление комплекса Путевого дворца, здания присутственных мест, дома городничего и казначея, жилой дом XIX века, благоустройство старинного сквера «Городской бульвар», Площади революции, Тверецкой набережной (выполнено, частично) и сквера на Студенческой улице. Гостиница Пожарских, отремонтированная в 2017 году за счёт федеральных средств, также войдёт в будущий туристический комплекс.
О необходимости срочной реставрации исторических объектов писал протоиерей Николай Алексеев:
Мы покрыли крыши около 30 сельских храмов в Старицком и Торжокском районах, чтобы они не разваливались дальше. Сейчас очень остро стоит сейчас проблема отношения к нашему культурному наследию. Возможно, что осталось всего одно десятилетие, максимум два, чтобы приложить максимум усилий для того, чтобы не позволить этим храмам превратиться в руины .... Сейчас нам дали Спасо-Преображенский собор, надеюсь, что будет восстанавливаться и Воскресенский монастырь XVI века, закрытый в 1920-е гг.  Считаю, что обязанность государства – восстановить разрушенные по всей стране храмы, особенно это важно для сельской местности
.

## Города-побратимы
- Савонлинна (1968)[80]
- Мелле (1994)[80]
- Москва (1997)[80]
- Валдай (1998)[80]
- Слоним (1999)[80]

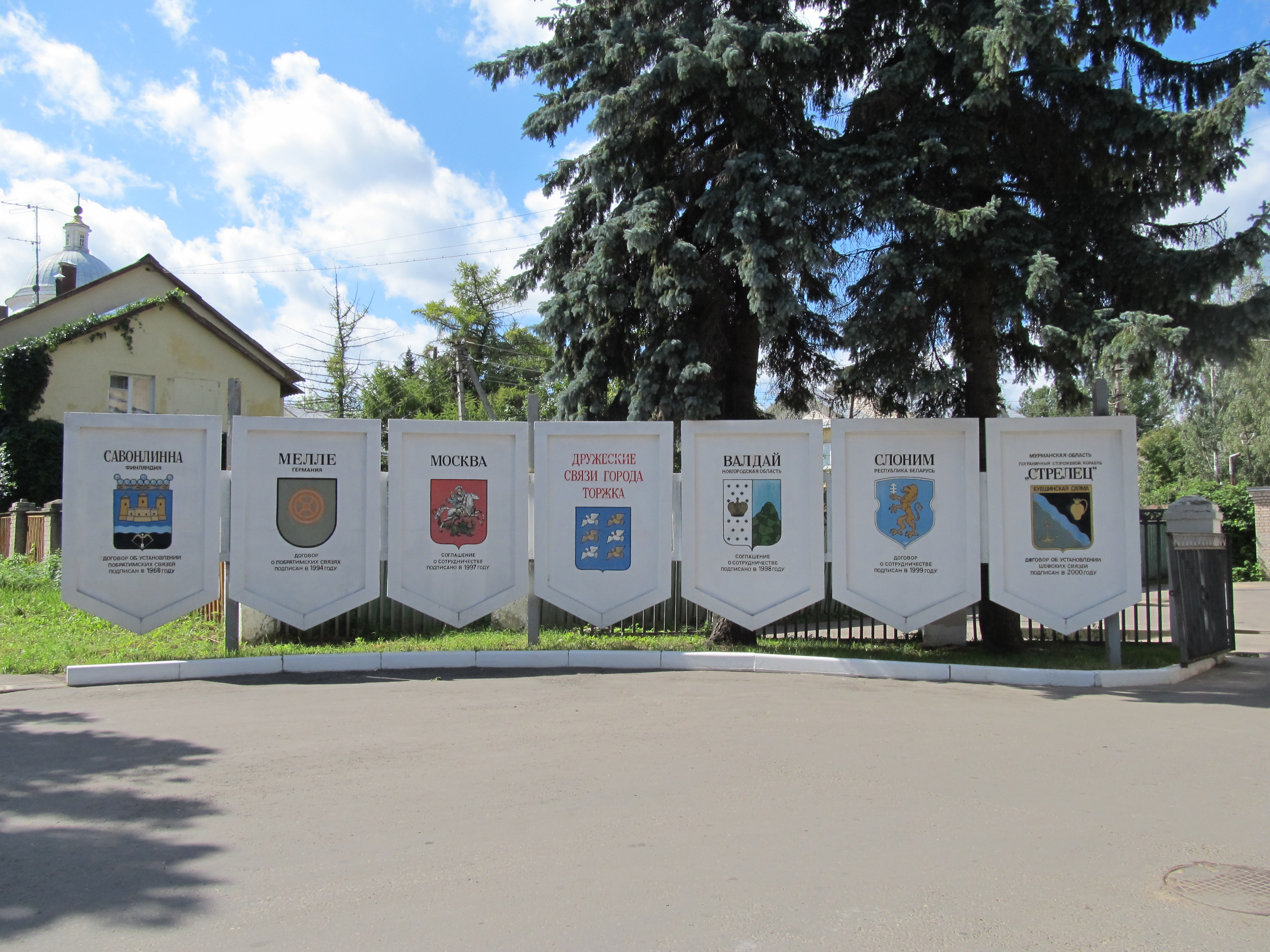
Дружеские связи города Торжка

С 2000 года до списания в 2006 году городом было взято шефство над пограничным сторожевым кораблём «Стрелец» базировавшемся в Кувшинской Салме.

## Город в топонимике
В Санкт-Петербурге есть Торжковская улица, названная так в 1903 году в честь Торжка. Причём название было дано с ошибкой, которую позже заметили, но исправлять не стали.

## Город в кинематографе
- «Закройщик из Торжка» (1925)[82]
- «Гроза» (1933)[82]
- «Пятнадцатая весна» (1971)[83]
- «Первые радости» (1979)
- «Отец и сын» (1979)
- «Полёт с космонавтом» (1980)
- «Чучело» (1982)[84]
- «Картина» (1985)
- «Наградить (посмертно)» (1986)[83]
- «Жил-был Шишлов» (1987)
- «Имя» (1989)[83]
- «Танк «Клим Ворошилов-2» (1990)[83]
- «Брюнетка за 30 копеек» (1991)
- «Свободная женщина» («Суррогатная мать», 2002 )
- «Притяжение» (2002)
- «Золото Торжка» (2002)
- «Верёвка из песка» (2003)
- «Благословите женщину» (2003)
- «Штрафбат» (2004)[83]
- «Дети Арбата» (2004)
- «Ночной дозор» (2004)
- «Против течения» (2004)
- «Влюблённые» (фильм второй) (2004)
- «Сатисфакция» (2005 )
- «Полный вперёд» (2005)
- «8 историй о любви и нелюбви» (2005)
- «Любовное настроение» (2005)
- «За имя Моё» (2005)
- «Человек в футляре, человек в пальто и человек во фраке» (2005)[85]
- «Невеста» (2006)[85]
- «Невеста» (2006)
- «Достояние республики» (2006)
- «Диверсант. Конец войны» (2007)
- «Диверсант 2: Конец войны» (2007)[82]
- «На пути к сердцу» (2007)
- «День гнева» (2007)
- «Главный калибр» (2007)
- «Заповедник страха» (2008)
- «Невинные создания» (2008)
- «История лётчика» (2009)
- «Катя: военная история» (2009)[83]
- «Медвежий угол» (2010)
- «Треск» (2011)
- «Дорогой мой человек» (2011) (ремейк)
- «Гагарин. Первый в космосе» (2013)
- «Цвет нации» (2013)
- «Слышащая духов» (2013)
- «Старообрядец Парфён» (2013)
- «Узник старой усадьбы» (2014)
- «Путешествие из Петербурга в Москву: особый путь» (2014)
- «Лесник» (2015, третий сезон)
- «Пороги» (2015)
- «По следу» (2016)
- «Любить нельзя ненавидеть» (2016)
- «Вольная грамота» (2017)

## Город в живописи

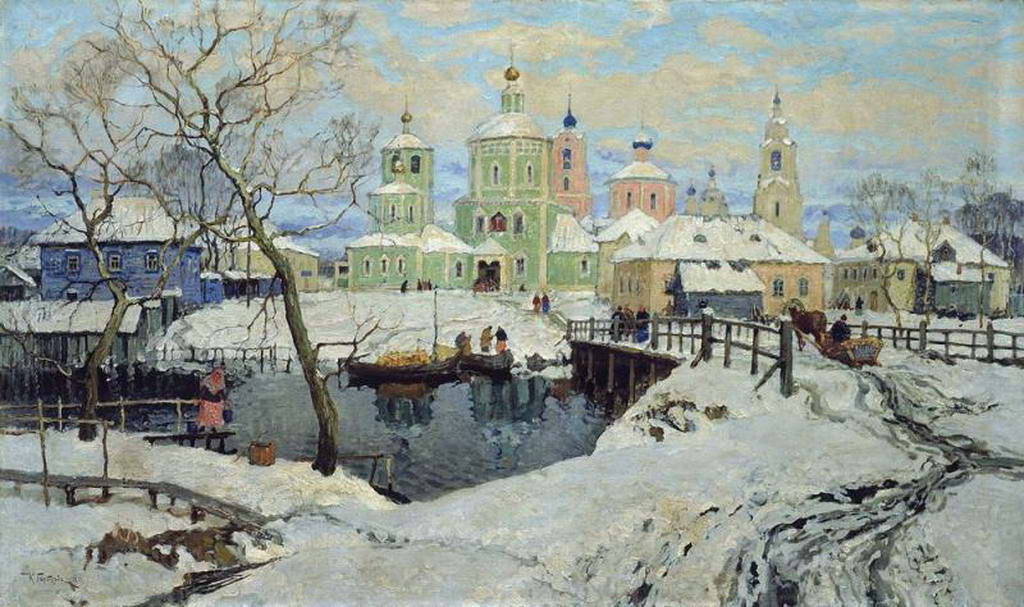
Горбатов К. Торжок. 1915
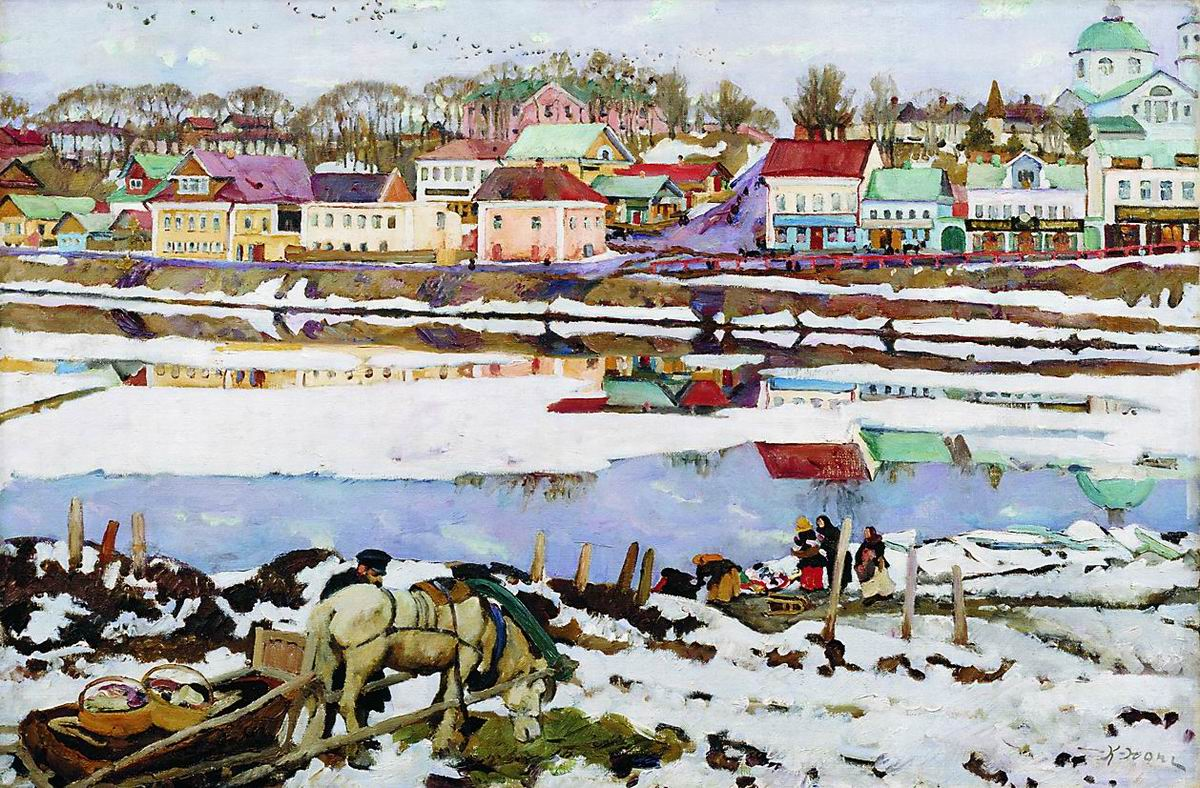
Юон К. Торжок. 1914
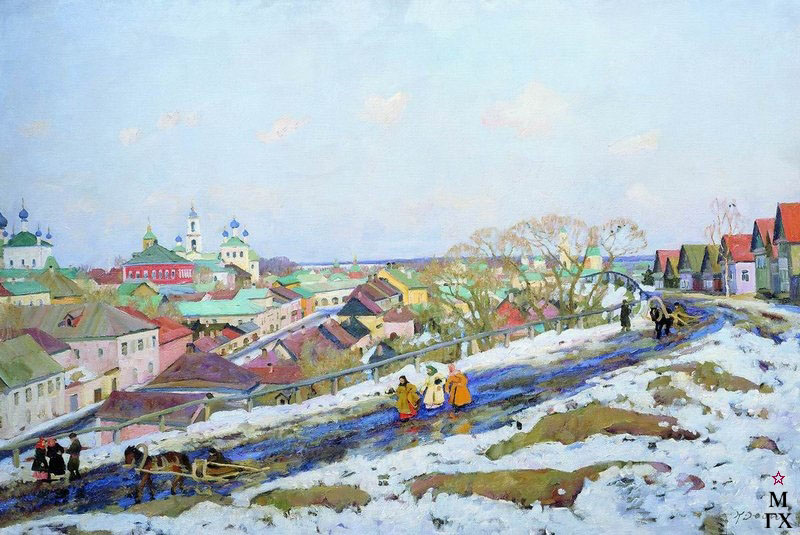
Юон К. Торжок. Тверская губерния. 1914
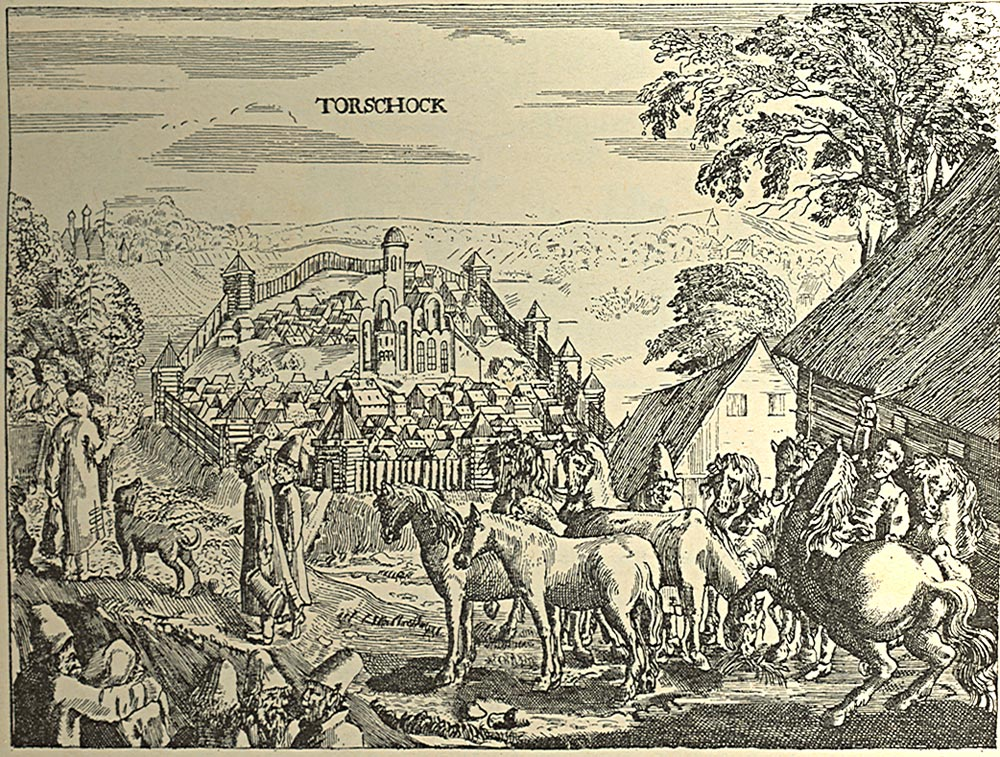
Олеарий А. Торжок. Середина XVII века

## Фотогалерея

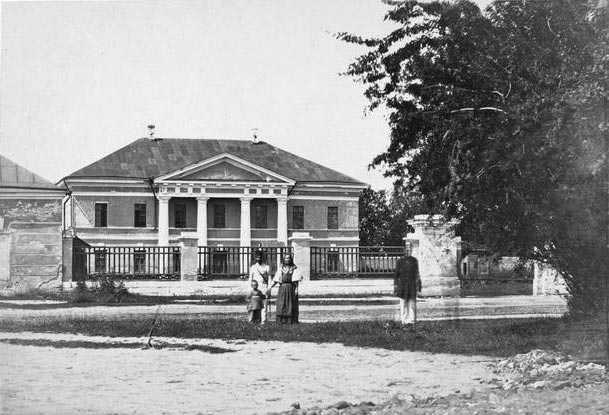
Путевой дворец на старинной фотографии
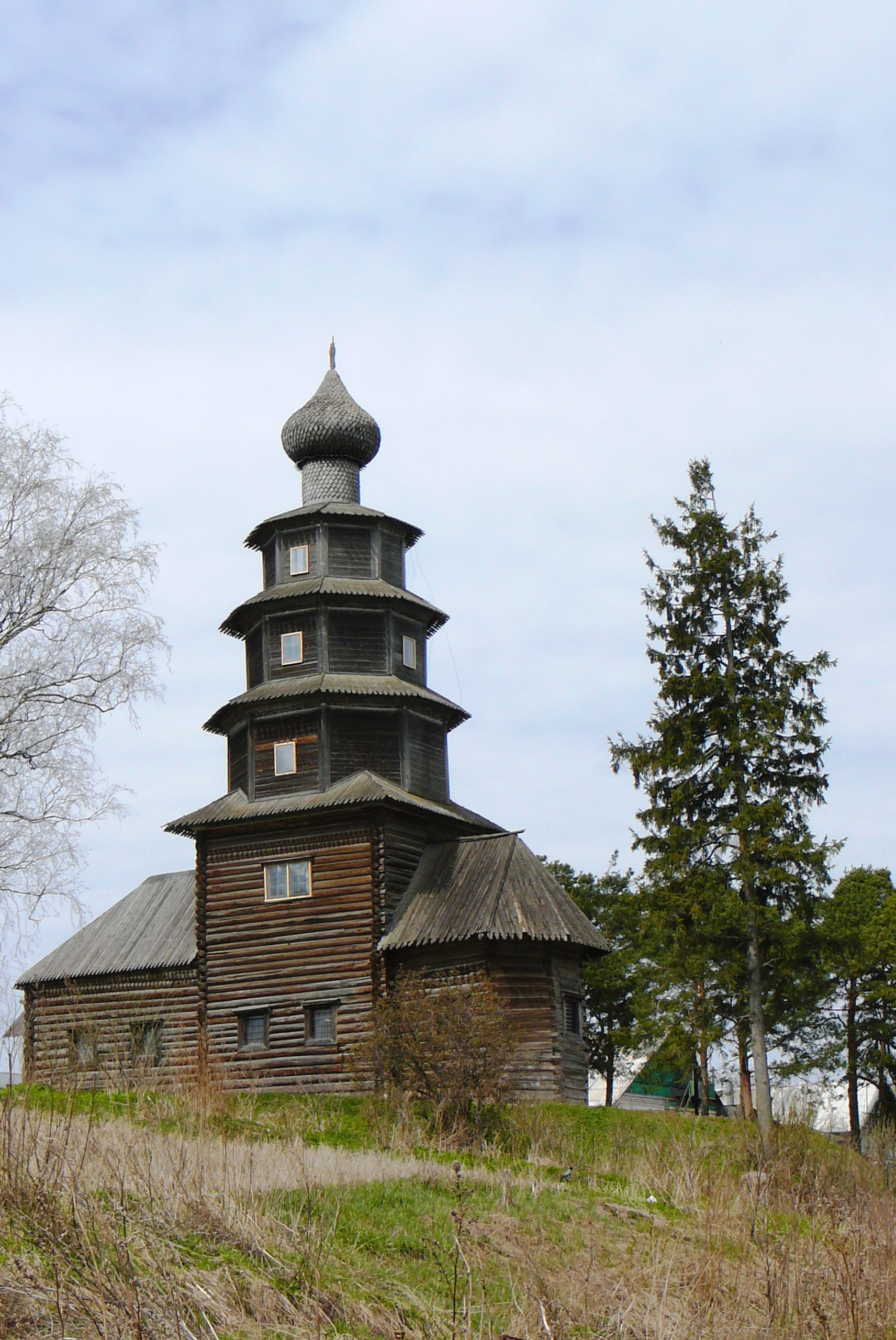
Деревянная церковь Вознесения (Тихвинской иконы Божией Матери)
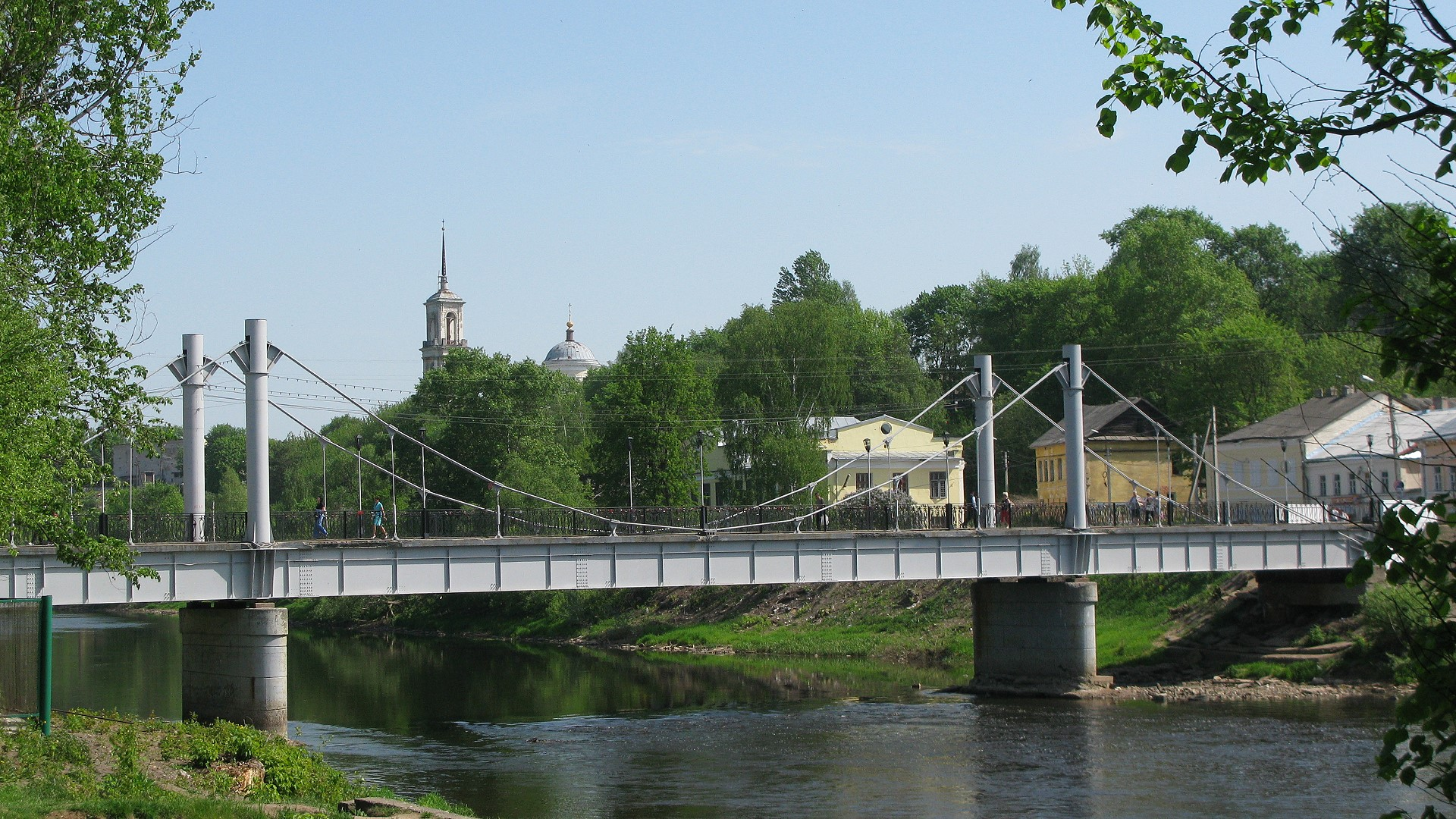
Пешеходный мост через Тверцу
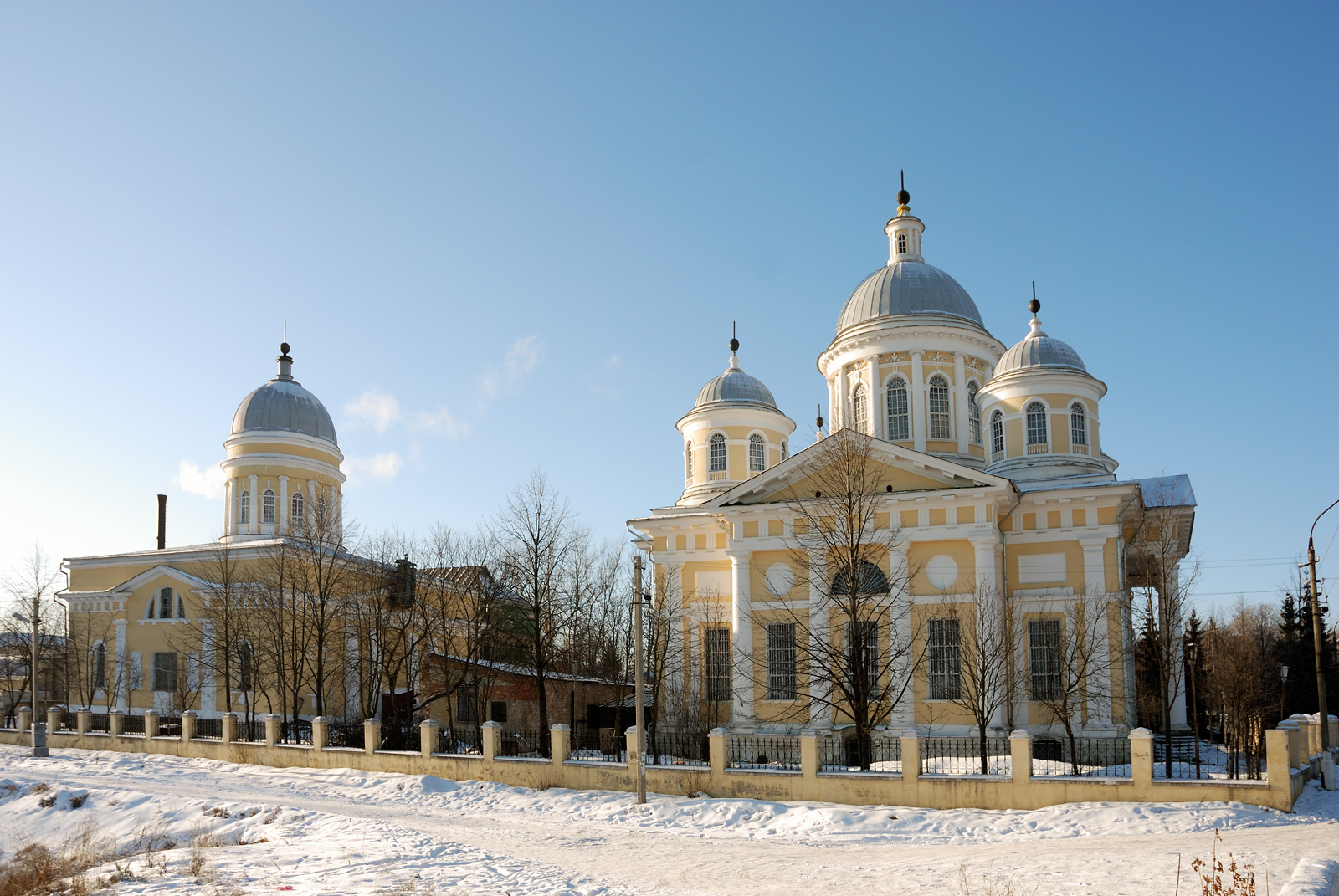
Церковь Входа Господня в Иерусалим (слева) и Спасо-Преображенский собор
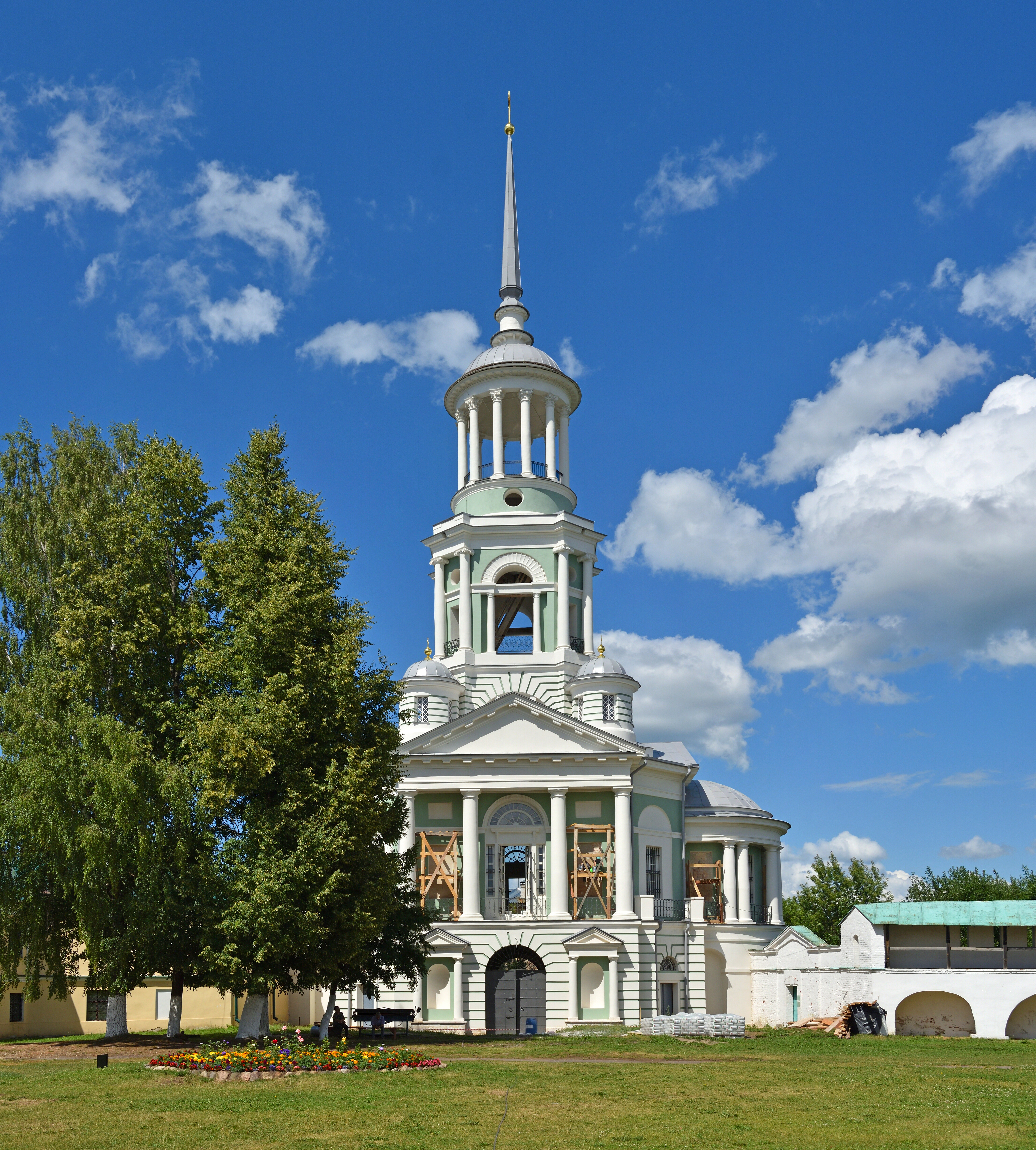
Надвратная Спасская церковь-колокольня Борисоглебского монастыря
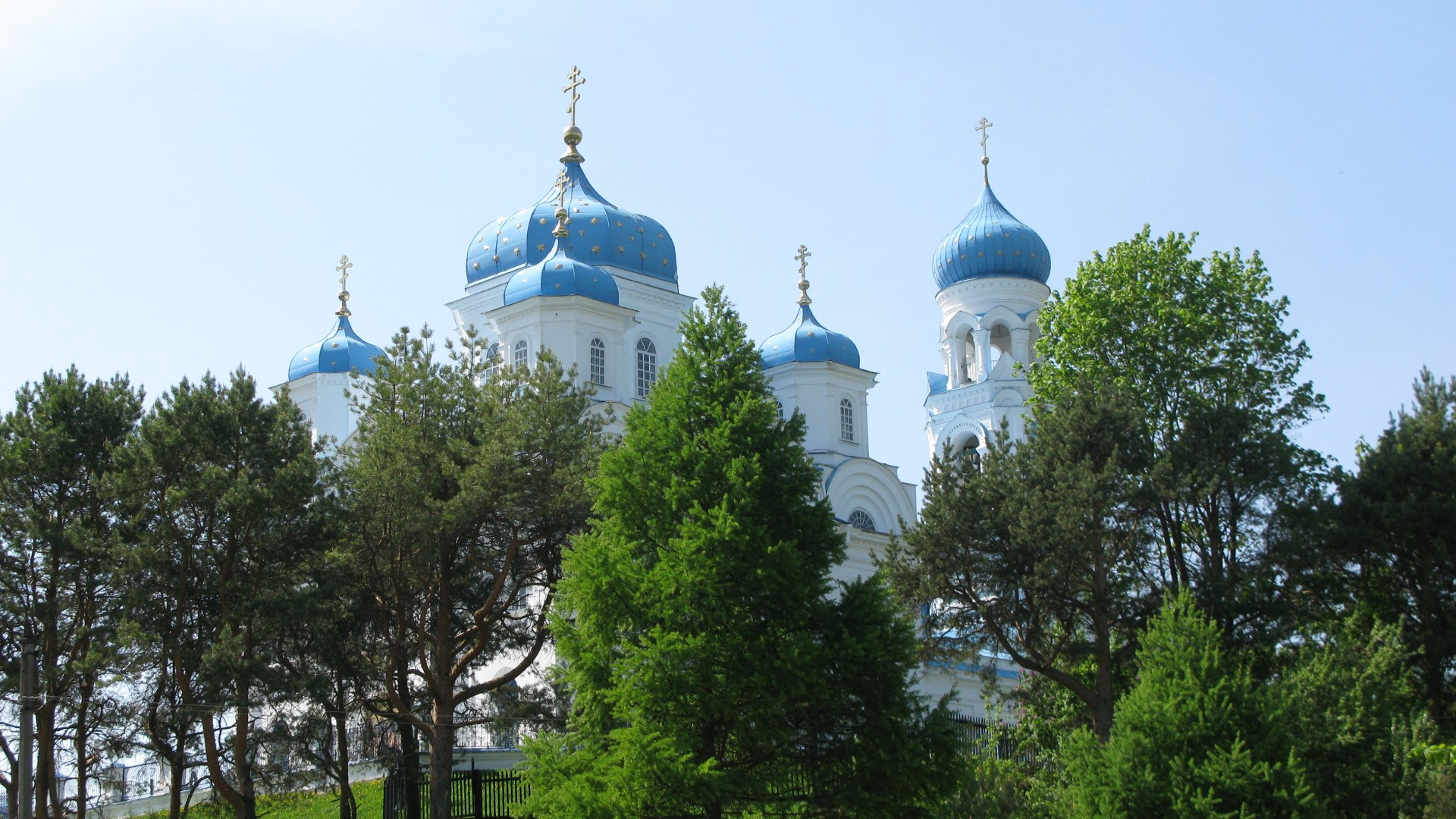
Вид на Михайло-Архангельский храм (Благовещенская церковь)
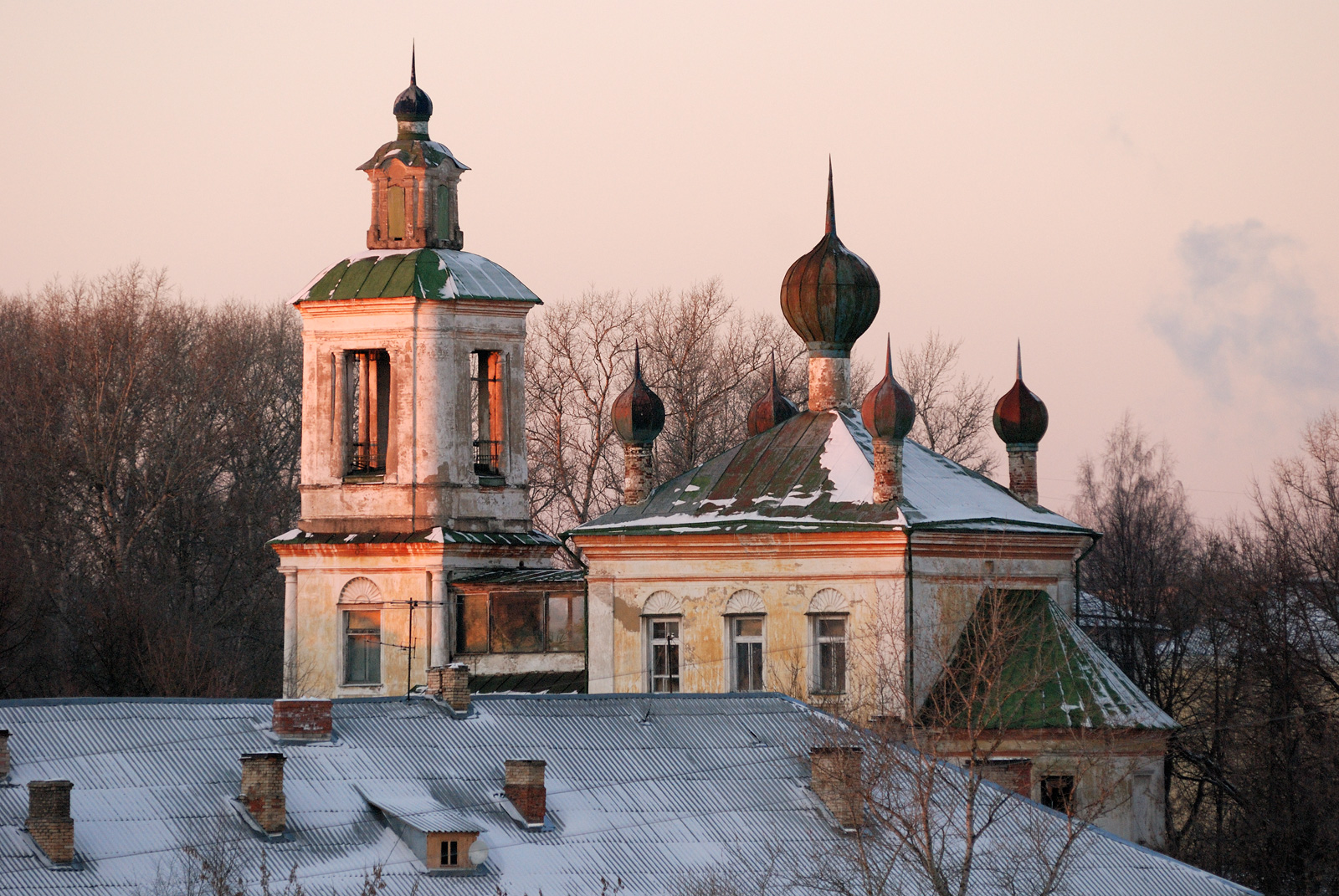
Церковь Георгия Победоносца
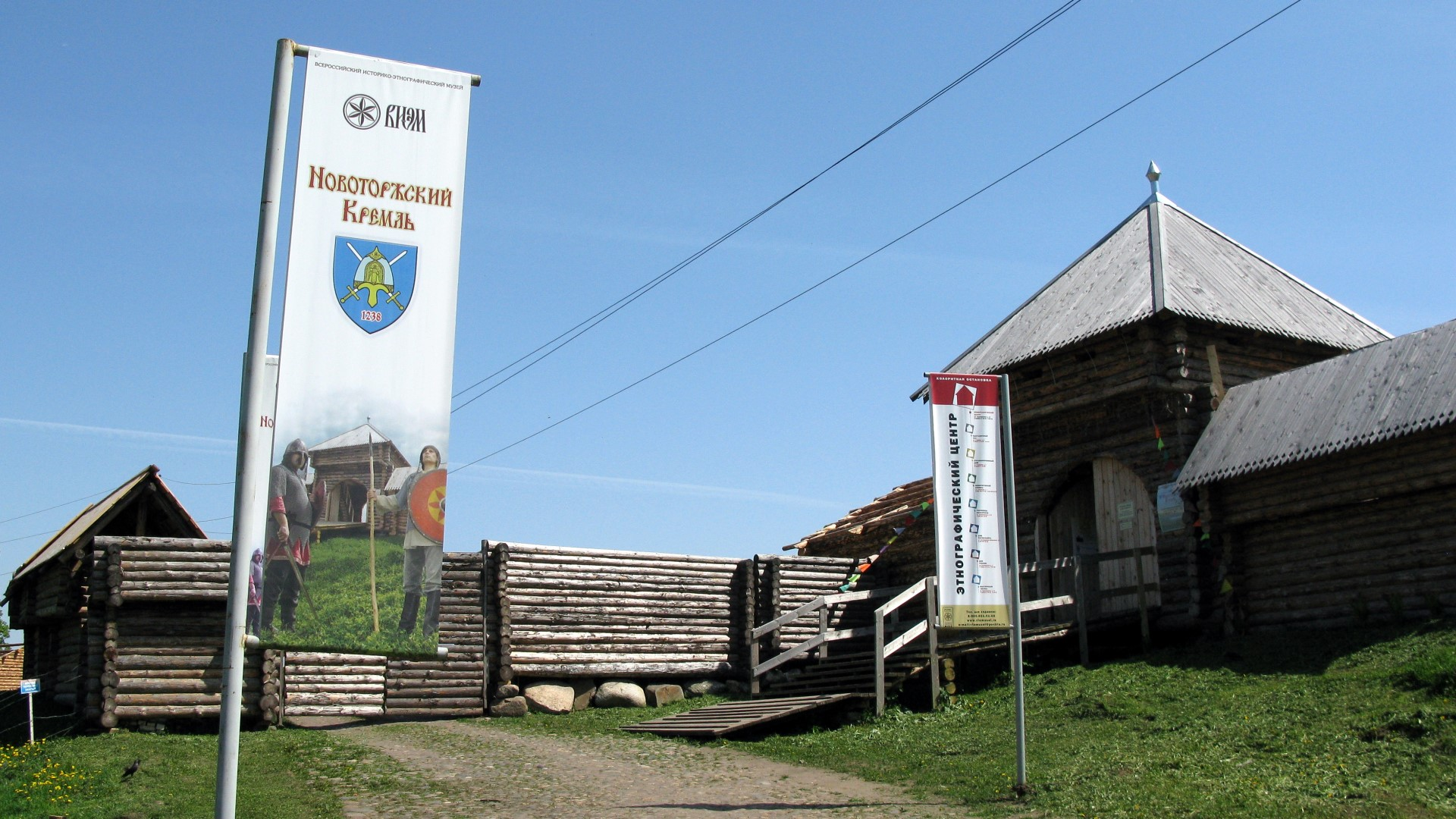
Новоторжский кремль для исторических реконструкций
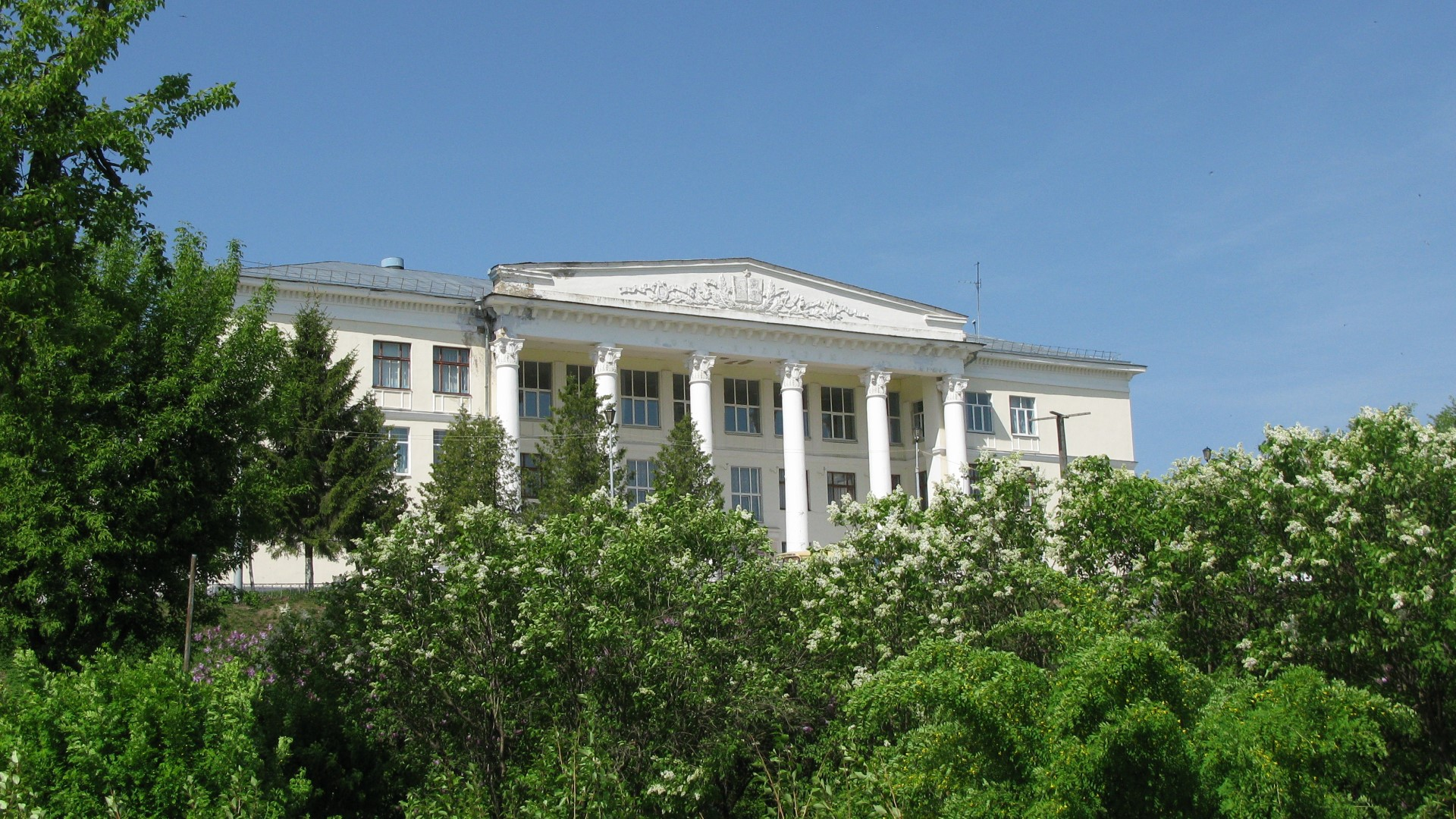
Дом культуры
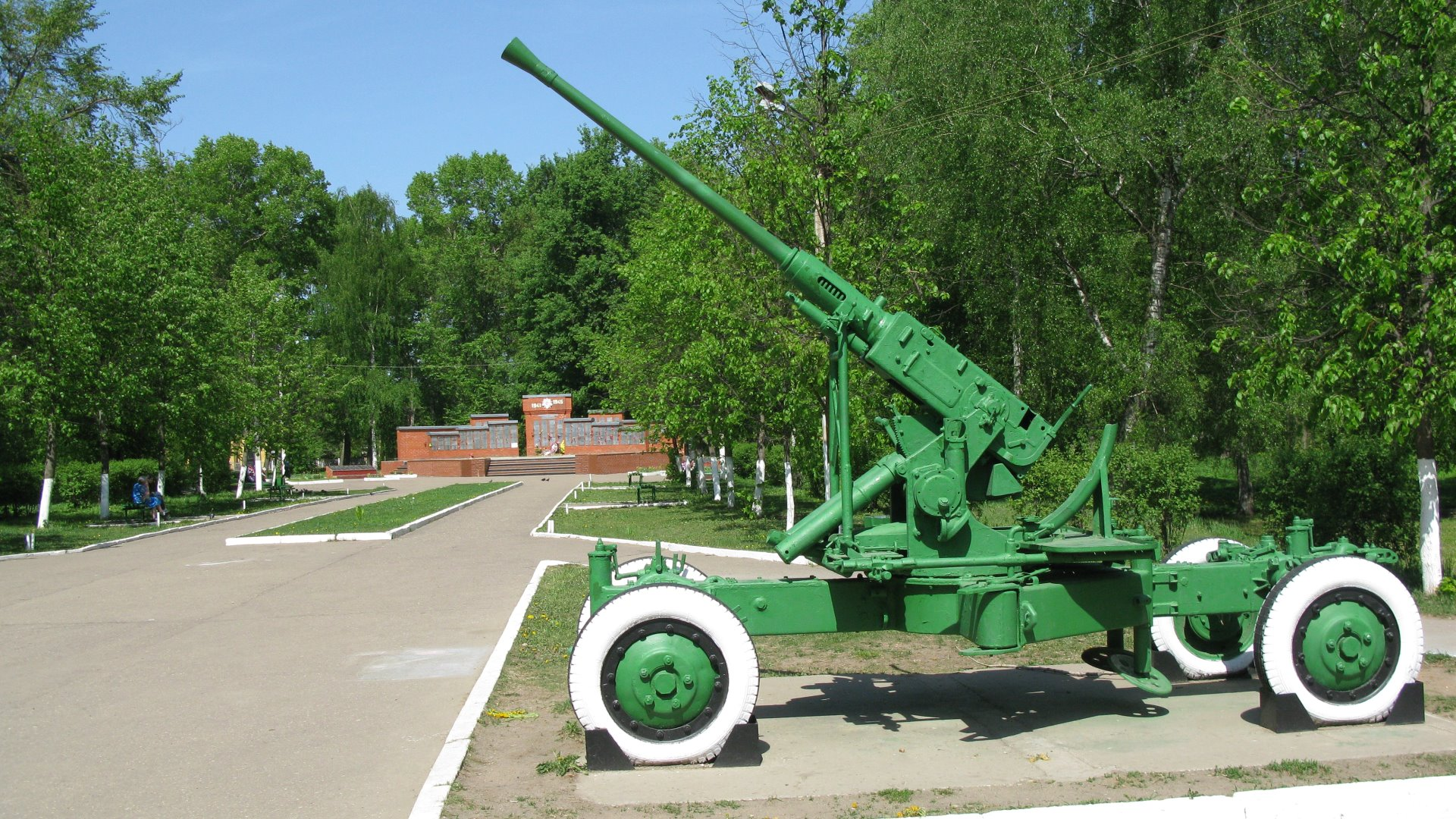
Зенитка у аллеи памяти Великой Отечественной войны
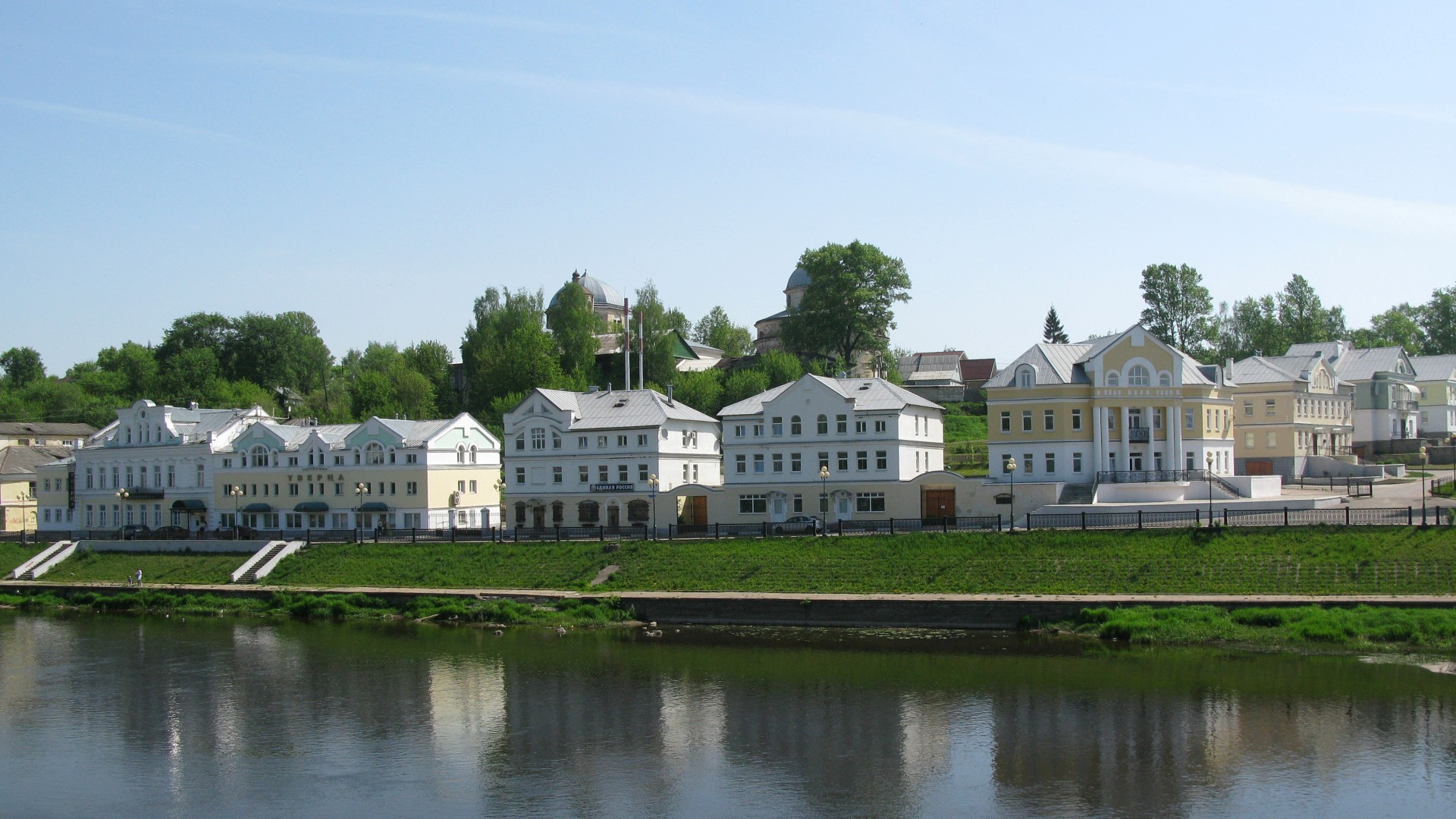
Набережная
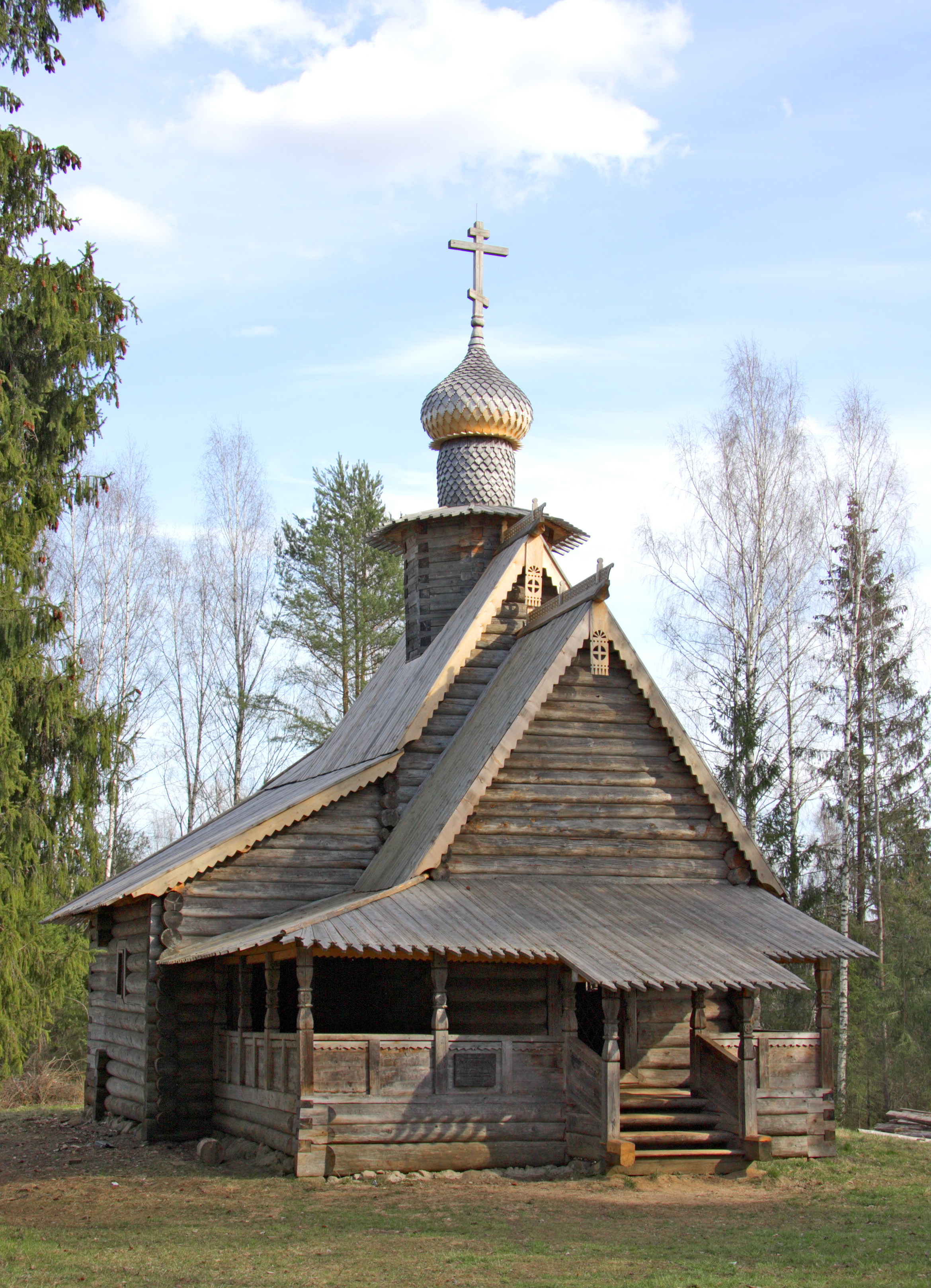
Василёво, Знаменская часовня
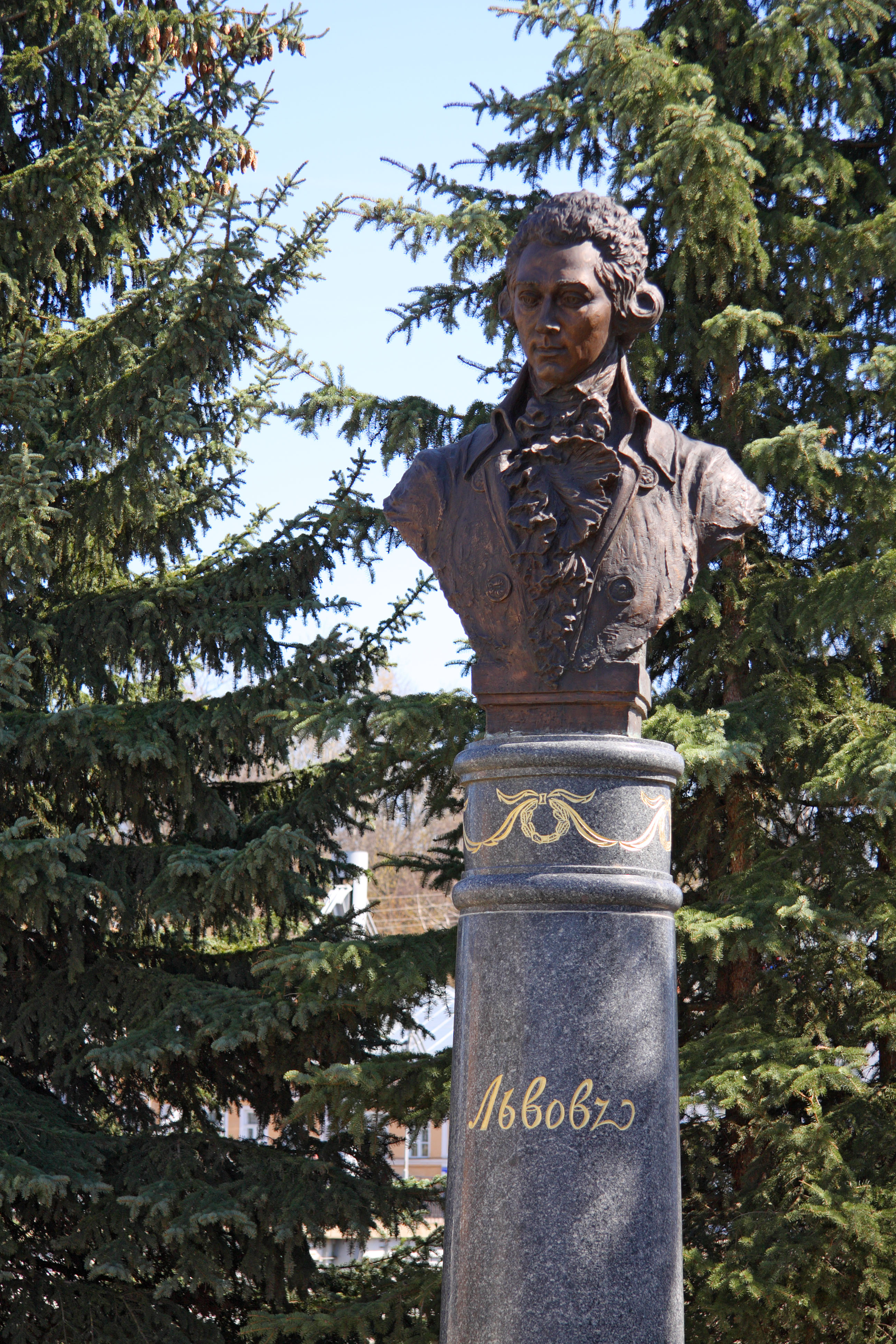
Бюст архитектору, историку, ботанику Львову Н. А.
Символическая могила Анны Керн в селе Прутня
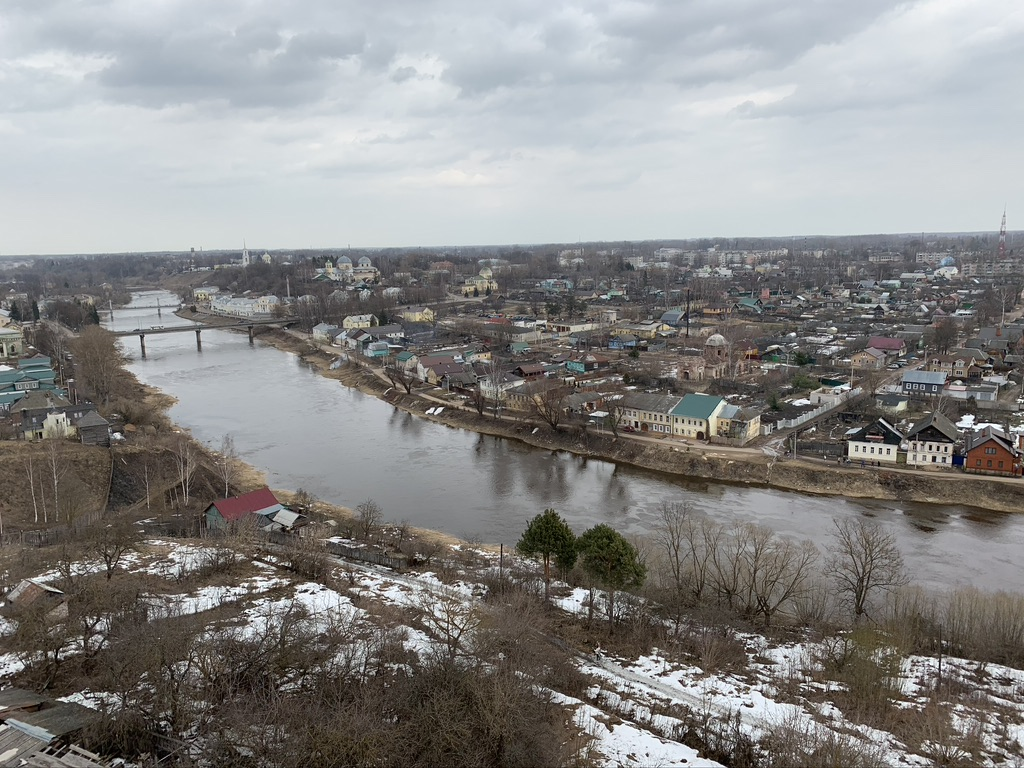
Вид с Надвратной Спасской церкви Борисоглебского монастыря
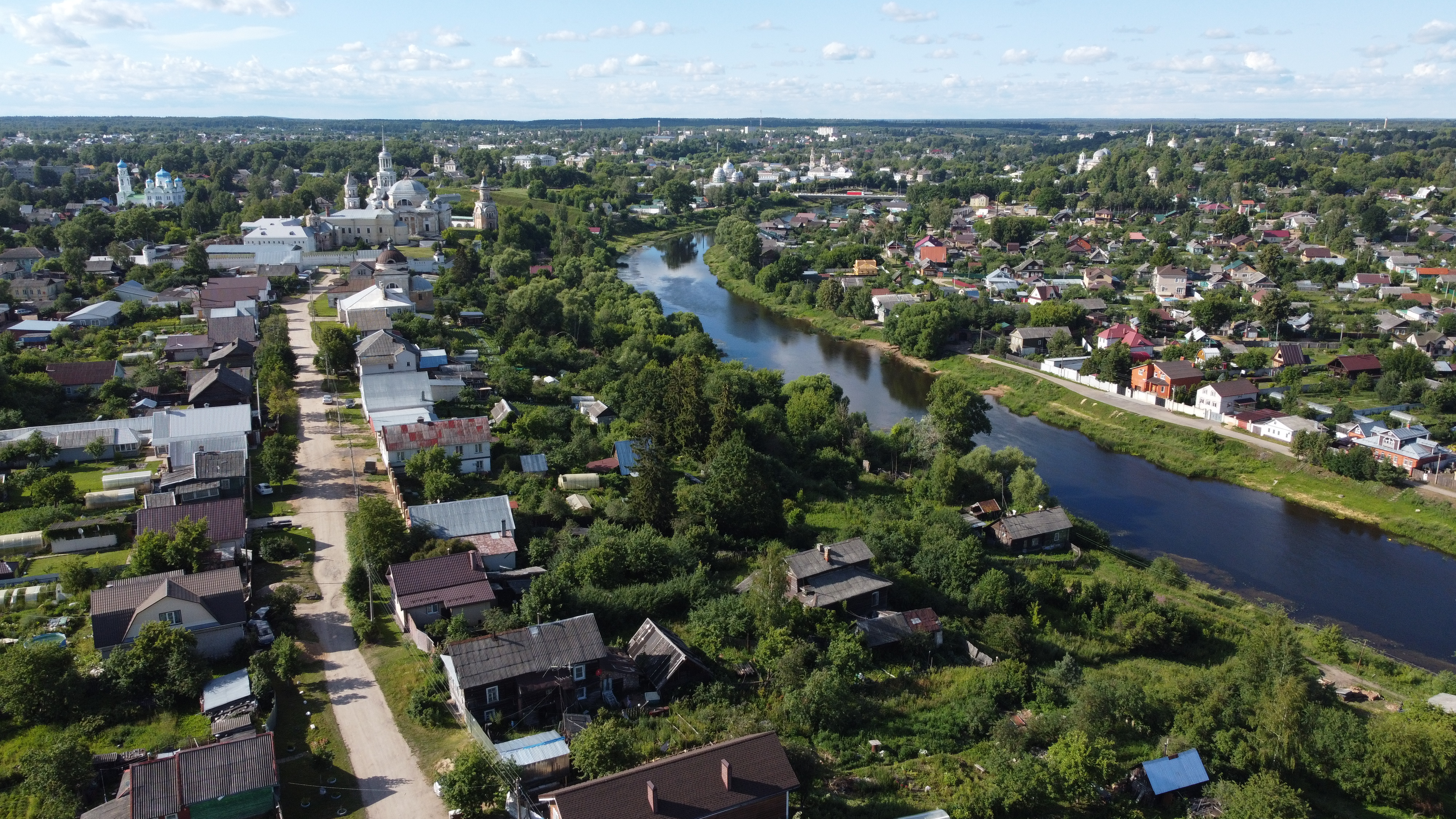
Торжок летом с высоты птичьего полёта